# Amazonas (Pérou)
Pour les articles homonymes, voir Amazonas.
Le département d'Amazonas (en espagnol : Departamento de Amazonas) est l'un des 24 départements qui, avec la province constitutionnelle de Callao et la province de Lima, composent la République du Pérou. Il est divisé en 7 provinces et 86 districts. Sa capitale est la ville de Chachapoyas et sa cité la plus importante Bagua Grande. Le département appartient à la macro région du Nord du Pérou.
Ce département est situé au nord-ouest du pays et confine au nord avec l'Équateur, à l'est avec le département de Loreto et celui de San Martín, au sud avec le département de La Libertad et à l'ouest avec le département de Cajamarca. En 1966, ses limites géographiques ont été modifiées par la création du département de Loreto.
Avec 423 898 habitants (en 2017) sur 39 249 km2, c'était le 20e département par la population et avec une densité de 10,8 l'un des moins peuplés (en 22e position) du pays.
Il a été fondé le 21 novembre 1832. Le nom de la région vient de ce qu'elle est arrosée par le Río Marañón, considéré comme la première source de l'Amazone.

## Étymologie
Afin de trouver l'étymologie du mot Bagua, les Espagnols ont jugé nécessaire de proposer leurs propres explications, les résultats généraux étant complètement différents des méthodes et techniques utilisées par la science toponymique.
C'est ainsi que certains ont prétendu que Bagua viendrait de bagual (ne sachant pas que ce terme a été inventé par un indigène de langue Querandí ainsi nommé, qui a vécu en Argentine de 1582 à 1630).
Certains même supposent que Bagua avait une origine dans la langue castillane et ils le lient avec va (aller) et gua (guider), alors que d'autres affirment que le terme viendrait du mot aguaruna wawa (mais à leur arrivée, les Espagnols du XVIe siècle, n'ont rencontré aucun locuteur de cette langue).
Une autre hypothèse soutenue par Paul Rivet (1876-1958) évoque une connexion caraïbe où bagua était le nom donné à la mer et aux rivières par de nombreux groupes ethniques pour lesquels c'étaient des dieux primordiaux,, peuples qui auraient ultérieurement migrés vers le nord du Pérou.
Sur la base de la relation de son voyage par un aventurier nommé Diego Palomino (1506-?) ayant peut-être accompagné Francisco Pizarro et d'une chronique anonyme sur le Pays de Jaén (1580), le chercheur Elvis Chugna a mené une étude historique linguistique et a proposé que le terme bagua soit un mot d'une langue ancienne appelée langue bagua. Chugna ajoute :

« (...) quand les Espagnols arrivèrent dans la vallée actuelle du bas Utcubamba, ils demandèrent aux indigènes leur dénomination personnelle, le nom de la vallée, le nom de la rivière. Ceux-ci répondirent qu'ils étaient les Bagua, que la plaine s'appelait vallée de Bagua et que le nom du ruisseau sinueux était Rio Bagua. Il s'avère donc que Bagua est le terme propre a désigner cette nation éteinte. »

D'autres ont fait valoir que Bagua viendrait de la plante appelée guaba (inga feuilleei) qui pousse dans ces plaines (cependant Diego Palomino en 1549 fait une différenciation complète entre Bagua et guaba).
Malheureusement, à ce jour, la connaissance de la « langue bagua » est inconnue des Bagüinos eux-mêmes, son étude se limite uniquement aux seuls linguistes universitaires.

## Histoire

### Ères géologiques
À l'époque mésozoïque, les territoires du bas Utcubamba étaient l'habitat du sauropode Titanosaurus et du redoutable théropode Carnotaurus sastrei. 

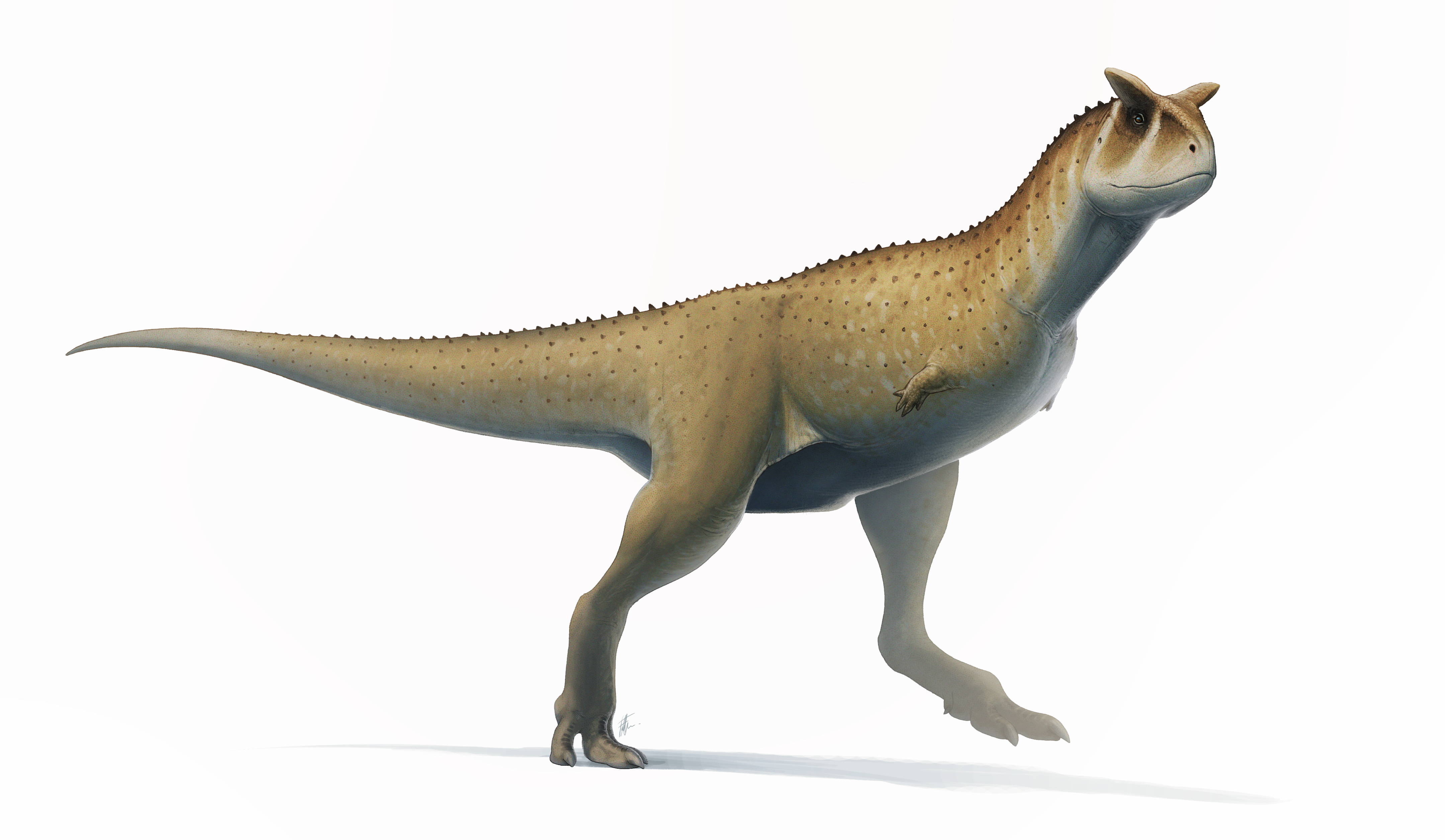
« Carnotaurus sastrei », l'un des premiers habitants du département.

Les ossements fossiles ont été collectés à la fois dans le pongo de Rentema (province de Bagua) et la Quebrada Seca (Utcubamba). Ces fossiles et maquettes grandeur nature sont actuellement exposés au musée d'histoire naturelle Javier Prado de Lima (es).
La mégafaune de l'oligocène est représentée par le Baguatherium (es) qui vivait il y a 31 millions d'années dans le bas Utcubamba (ville de Huarangopampa, district d'El Milagro). Il avait des caractéristiques similaires aux rhinocéros et aux tapirs; il mesurait près de 3 m de long et pesait environ 2,5 t. Des études indiquent que ce mammifère se nourrissait probablement de plantes qui poussaient sur les rives d'une mer située dans l'actuelle Amazonie. Les investigations ont abouti à ces conclusions après avoir analysé un maxillaire, des dents isolées et un fémur de cet animal trouvé dans la zone.

### Préhistoire
D'après l'enquête menée en 1997 par Luis Ríos Garabito l'histoire de la région de Bagua commence avec l'arrivée des premiers hommes sur ces terres. Grâce à des découvertes archéologiques, on sait que l'occupation humaine de Bagua est très ancienne. Les premiers chasseurs-cueilleurs sont arrivés pendant la période lithique (20000 av. J.-C. à 6000 av. J.-C.), puis en raison de l'expérience accumulée et des changements climatiques et fauniques, ces groupes humains deviennent des chasseurs avancés en s'adaptant à l'environnement dans lequel ils vivent désormais. Les groupes sociaux s'organisent en hordes.
Selon Jaime Miasta Gutiérrez, les peintures rupestres trouvées dans les provinces de Bagua, Utcubamba et Luya (à Yamón, Lonya Grande, Chiñuña, Limones, Tablarrumi ou Carachuca) correspondent à cette période et sont à mettre en relation avec celles trouvées dans les grottes de Lauricocha (département de Huánuco) et Toquepala (département de Tacna) datées du Paléolithique supérieur.
Pendant la période qui suit, (6000 av. J.-C. à 2000 av. J.-C.) et qui correspond à la révolution agricole ou Néolithique au Pérou, les groupes humains se déplacent de la jungle vers les vallées et les hautes parties de la province. Ces groupes apportent avec eux la domestication du manioc et de la patate douce, du maïs, du piment, du coton et de nombreux arbres fruitiers.
Des preuves de présence humaines qui datent des temps les plus reculés (6 à 7 milles ans) ont été trouvées sur les parois rocheuses. C'est le cas des peintures rupestres de Chiñuña-Yamón et de Limones-Calpón dans la province d'Utcubamba. Une partie de ces échantillons picturaux a été réalisée par des peuplades qui avaient une économie basée sur la chasse. À l'époque où la formation de la civilisation péruvienne s'est consolidée, il est apparu un type de céramique principalement identifié à Bagua.

### Civilisations précolombiennes

#### La culture Bagua
Lors de la période dite « formative » (2700 à 200 av. J.-C.), en raison des interrelations culturelles avec différents domaines et en particulier avec Pacopampa un centre pré-chavín (province de Chota - Département de Cajamarca), ce qui a été appelé « culture Bagua » s'est installée.
L'archéologue Ruth Shady Solís a déterminé qu'après les premiers colons itinérants, la grande culture Bagua s'est installée (1300 av. J.-C. à 200 av. J.-C.). Les lieux où elle a fouillé se trouvent dans les provinces actuelles de Bagua et Utcubamba (Bagua, La Pêca - Morerilla, El Salado). La poterie trouvée à Bagua lors des recherches de Ruth Shady en 1976, s'est d'ailleurs révélée similaire à celles de Pacopampa et de Chavín.
Après le formatif initial, comme l'affirme l'anthropologue allemand Peter Lerch, il y a un espace de pratiquement 2 000 ans (entre 1200 av. J.-C. et 900 apr. J.-C. pendant lequel on sait peu de chose. Aujourd'hui encore il est nécessaire de préciser les caractéristiques culturelles des groupes humains qui vivaient dans cette région à cette période. Le manque de recherches archéologiques supplémentaires constitue un vide qui ne permet pas de connaître la séquence complète du processus historique de Bagua. Le peu que l'on sait sur le passé préhispanique de Bagua, c'est à travers l'ethnohistoire, c'est-à-dire l'étude des chroniques et des archives sur les groupes humains que les Espagnols ont trouvés.
Pendant la période suivantes des royaumes et seigneuries - ou intermédiaire tardif (900 à 1400 apr. J.-C.) - vingt-deux groupes ethniques peuplaient les rives du Chuquimayo (appelé Río Chinchipe en Équateur), du Marañón, du Río Mantaro, les districts actuels de Chamaya, Tabaconas, de Chirinos (Cajamarca), ainsi que la partie inférieure et l'embouchure de l'Utcubamba. L'économie de ces groupes ethniques (Tomependa, Bagua, Copallín, Lomas, …) était basée sur des modes de production où les traits de la communauté primitive prédominaient encore; agriculture rudimentaire, chasse, pêche et cueillette.
La plaine de l'Utcubamba a joué alors un rôle essentiel, car c'était une sorte de lieu de rencontre entre les habitants de la jungle basse et les gens qui venaient à la fois de la côte et des montagnes escarpées, pour échanger leurs produits.
Sur le plan social, ils étaient organisés en petits groupes sociaux de quelques dizaines d'individus qui vivaient dans des huttes rustiques.
Politiquement ces ethnies ne constituaient pas des États, chaque groupe social avait son chef qui n'avait pas d'autre supérieur, leur système était alors celui de la Behetría (es) ou ayllu libre.
Ces ethnies parlaient des langues patagoniennes, avec une affiliation possible avec les langues Caraïbes, comme la langue parlée par les Chachapoyas. En plus de ces groupes ethniques, une partie de l'actuelle province de Bagua (district d'Imaza) était habitée par les Jívaros, qui comprenaient les groupes Aguaruna et Huambisa.

#### Les Chachapoyas
À la fin de cette période (intermédiaire tardif), les Chachapoya occupent la zone sud de l'actuelle province de Bagua, zone qui constitue la limite nord de leur expansion culturelle (Lerche: 1995, p. 21 - Cieza: 1987 et Shady: 1976). Ses tombes et ses villes, ses terrasses et ses céramiques, ses temples et forteresses témoignent de l'avancée de cette civilisation.
La culture Chachapoyas, de 900 à l'annexion par l'empire inca, a laissé des vestiges monumentaux, qui remontent au Xe siècle, comme la ville fortifiée de Kuélap - située à 3 000 m d'altitude, plus haut que le site du Machu Picchu - qui comprend les ruines de quelque 450 maisons ou les mausolées de la Laguna de los Condores (« lac des Condors ») et les sarcophages de Carajia.
En revanche, dans la province de Luya, ce sont les cultures Chipuric et Revash qui se développent de 800 à 1200 apr. J.-C.
Les Chachapoyas se sont fermement opposés à la conquête inca et ont repoussé les premières tentatives incas d'incorporer la région à leur empire.

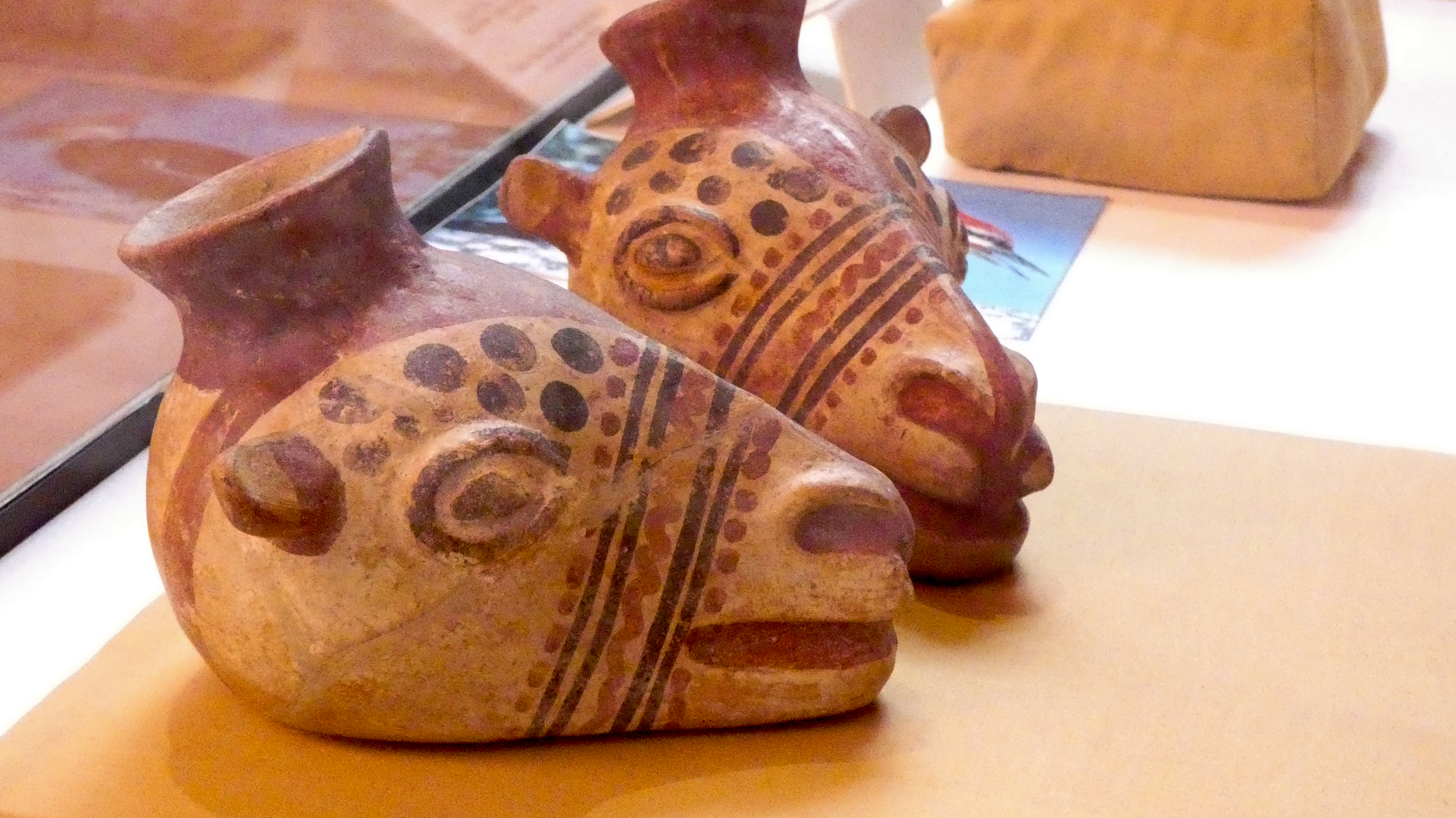
Céramique Chachapoyas au musée de Leimebamba.

Le chroniqueur Pedro Cieza de León a laissé quelques notes sur les Chachapoyas :
« Ce sont les plus blancs et les plus beaux de tous les gens que j'ai vus aux Indes et leurs femmes étaient si belles qu'en raison de leur gentillesse, beaucoup d'entre elles méritaient d'être les femmes des Incas et d'être également emmenées au Temple du soleil (...) Les femmes et leurs maris sont toujours vêtus de vêtements de laine et sur la tête ils portent le llauto (un genre de turban), qui est un signe qu'ils portent pour être reconnus partout ».
Le territoire des Chachapoyas était très étendu. Il comprenait l'espace triangulaire formé par la confluence des rivières Marañón et Utcubamba dans la zone de Bagua, jusqu'au bassin de la rivière Abiseo. À cet endroit se trouvent les ruines Chachapoya de Pajatén. Au sud, leur territoire s'étendait jusqu'à la rivière Chontayacu. C'était au-delà de la frontière actuelle de l'Amazonas. Le centre de la culture Chachapoyas était le bassin de la rivière Utcubamba. Ce territoire a été défini par les vestiges de structures du style architectural distinctif des Chachapoyas trouvés à Kuélap, Congón (rebaptisé Vilaya), Olán, Purunllaqta (rebaptisé Monte Peruvia), Pajatén, etc.
Inca Garcilaso de la Vega rapporte que ce territoire était si vaste que « On pourrait facilement l'appeler un royaume car il a plus de cinquante lieues de long (250 km) sur vingt lieues de large (100 km), sans compter la montée jusqu'à Muyupampa, trente lieues de plus (...) ».

### Période inca
Vers 1475, la région fut cependant annexée à l'Empire Inca. Pendant le Tahuantinsuyo, les Incas sous le commandement de Tupac Yupanqui ont conquis les Chachapoya mais n'ont pas occupé Bagua, du moins pas de manière stable, comme l'atteste l'absence de constructions incas dans la région.
Les armées incas sont passées par Bagua en entrant dans le bassin d'Utcubamba pendant leur campagne de conquête, mais la résistance des indigènes non habitués à être dominés ou à rendre hommage, ainsi que la nature sauvage de la jungle ont empêché l'occupation effective.
De nombreux Chachapoyas ont toutefois migré vers Bagua fuyant la conquête inca. Dans toute cette région, les Incas n'ont pu établir leur administration qu'à Tabaconas, Huambos et Chachapoyas.

### Époque vice-royale
D'après les chroniqueurs, les Chachapoyas auraient tout d'abord reçu les Espagnols chaleureusement et auraient même manifesté un certain intérêt à devenir chrétiens. Mais lors d'une seconde expédition les envoyés de Pizarro rencontrèrent la résistance belliqueuse d'un Kuraka appelé Huamán, qu'ils durent vaincre avant d'arriver à leur destination, là où Alonso de Alvarado (1500-1556), sur ordre de Francisco Pizarro, fonde le 5 septembre 1538, la « très noble et loyale ville de San Juan de la Frontera de los Chachapoyas » aujourd'hui simplement connue sous le nom de Chachapoyas.

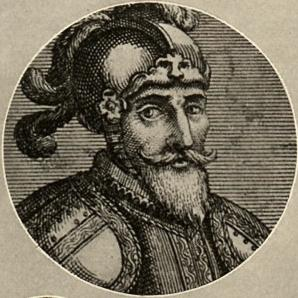
Le conquistador Alonso de Alvarado.

Dès lors, elle est devenue la capitale de l'est du Pérou et le centre des opérations pour la conquête de la jungle.
Le 17 avril 1549, le capitaine espagnol Diego Palomino arrive à la rivière Chuquimayo, de là il part visiter différentes régions des provinces actuelles de San Ignacio, Jaén, Utcubamba et Bagua. Après avoir inspecté la vallée du bas Utcubamba (rive droite et rive gauche), il rédige un rapport qu'il enverra plus tard au roi d'Espagne.
Dans ce document, il rend compte de certains aspects de la vie sociale, politique et économique des habitants du bas Utcubamba au XVIe siècle.
Il décrit les habitations rudimentaires simples cabanes de branchages, les vêtements de coton des deux sexes, les bijoux des femmes et leurs coiffures. Au chapitre du régime alimentaire, il constate qu'il est essentiellement à base de légumes et de céréales (maïs, achira, patate douce, yuca, arracacha, arachide, citrouille) de fruits (sapotes, goyaves, lucumas, figues, abiu, jaguas, avocats) complété par du miel et par la pêche dans les rivières.
Palomino est très impressionné par la faculté des indigènes à nager dès leur plus jeune âge avant même de savoir marcher.
Un autre texte anonyme rédigé vers 1580, permet de constater les changements intervenus en trente ans dans la même région de Jaèn : Les habitants du bas Utcubamba sont devenus complètement soumis aux encomiendas, à la fiscalité obligatoire, à l'obligation du travail dans les mines d'or et affectés par les épidémies (variole, rougeole, peste, etc.) qui les déciment peu à peu, jusqu'à leur disparition totale au XVIIIe siècle.
Pendant la vice-royauté, le département faisait partie de l'intendance de Trujillo qui était la plus grande de la vice-royauté du Pérou et couvrait presque toute la moitié nord du pays actuel. À partir de 1802, il faisait partie du gouvernement du Commandement General de Maynas, qui était une division territoriale de l'Empire espagnol dans la vice-royauté jusqu'à 1822. Son premier maire fut Fernando Saavedra de 1784 à 1791. Après cela, il sera suivi par Vicente Gil de Taboada (1791-1805 et 1810-1820), Felice del Risco y Torres (1805-1810) et le marquis de Torre Tagle (1820), qui a mené la région à l'indépendance.

### Après l'indépendance
À l'indépendance le département couvrait les départements péruviens actuels d'Amazonas, de San Martín, de La Libertad et de Loreto, soit 484 500 km2 (12 fois plus qu'aujourd'hui).

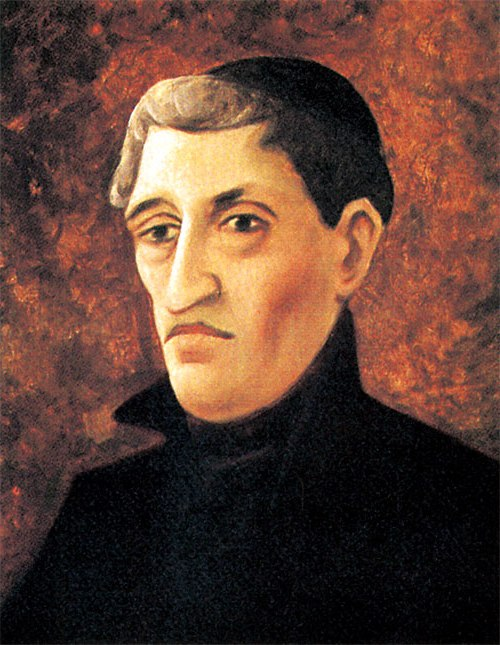
Toribio Rodríguez de Mendoza.

Les colons du département ont soutenu l'indépendance sous l'influence de notables et d'intellectuels précurseurs comme le prêtre Toribio Rodríguez de Mendoza (en) (1750-1825) et en avril 1821, ils ont participé aux actions de l'armée de José de San Martín contre les forces espagnoles et loyalistes.
Enfin, lors de la grande bataille de Higos Hurcos le 6 juin 1821, les forces patriotiques amazoniennes sous le commandement de l'héroïne Chachapoya Matiaza Rimachi remportèrent la victoire pour la liberté contre la domination espagnole.
En 1822, le gouvernement conservateur colombien a envoyé Joaquín Mosquera au Pérou pour demander la restitution des Maynas. Le 25 juillet 1824, le Congrès de la Grande Colombie a promulgué une loi de division territoriale visant à inclure, entre autres, les provinces de Jaén, de Bracamoros et de Maynas dans le département colombien d'Azuay. Le refus péruvien d'abandonner ces territoires a déclenché une guerre entre les deux pays: la Guerre Grande Colombie-Pérou (1828-1829).
Dès la loi du 21 novembre 1832, Maynas fut intégrée au territoire du nouveau département péruvien d'Amazonas créé sous le gouvernement du général Agustín Gamarra (1785-1841), dont il se sépara en 1853, lorsque le département de Loreto fut créé.
En 1866, le gouvernement de Felipe Santiago Salaverry (1806-1836) annula de nouveau certaines dispositions relatives à la démarcation du territoire d'Amazonas au profit du département de Loreto.
Actuellement, le département d'Amazonas entretient de très bonnes relations avec les départements qui faisaient partie de l'administration de Trujillo, tels que le département de San Martín, Ucayali, Loreto, Piura, Tumbes, Cajamarca, Lambayeque et La Libertad.

### Période contemporaine
Le département est resté assez isolé pendant plus d'un siècle sous la République. Sans routes d'accès, les trajets devaient se faire à cheval, en caravanes depuis la côte ou par les rivières de l'est. Cette situation a perduré jusqu'en 1960, date à laquelle une route moderne est arrivée à Chachapoyas. 

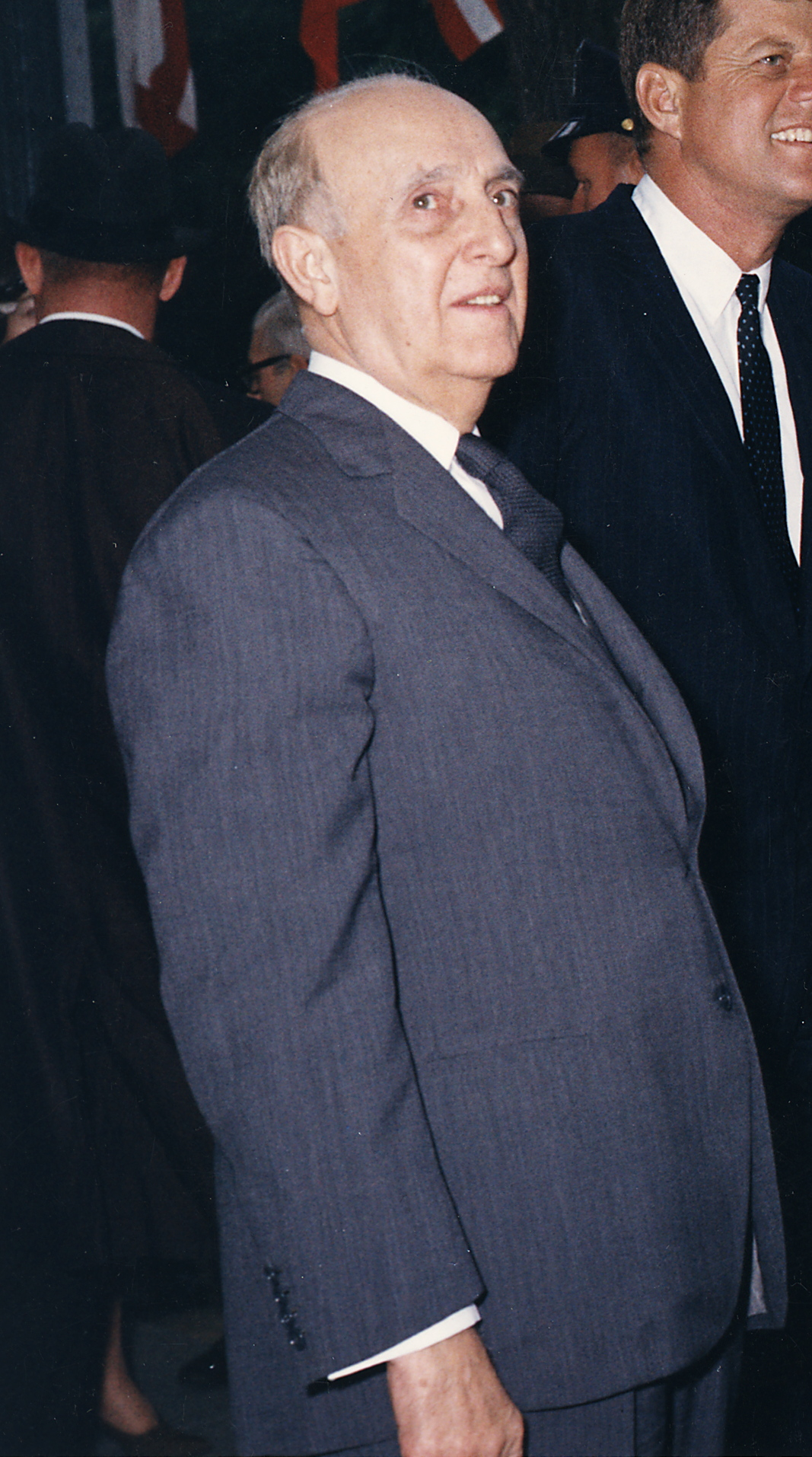
Don Manuel Prado.

Puis en 1962, sous le gouvernement de Manuel Prado Ugarteche (1889-1967), le département fut relié à la route Olmos-Marañón et donc en communication plus directe avec Lima et le reste de la république, via la route panaméricaine (PE-1N). Il faut toutefois - encore aujourd'hui - compter plus de 20 heures pour parcourir les 1 220 km qui séparent la capitale du département de la capitale du pays.
En janvier-février 1995, la zone frontalière avec l'Équateur a été le théâtre de la guerre du Cenepa. Un accord sur la frontière définitive n'entra en vigueur que le 13 mai 1999.
Le 25 septembre 2005 un tremblement de terre de magnitude 7,5 a été ressenti dans une vaste zone allant des régions côtières péruviennes jusqu'à Bogotá, en Colombie, ainsi que dans la majeure partie de l'Équateur et de l'ouest du Brésil. Dans les départements péruviens d'Amazonas et de Loreto, des bâtiments sont endommagés à Tarapoto, Moyobamba, Chachapoyas, Yurimaguas, Iquitos, Juanjuí, Bagua, Cajamarca, Tingo María et d'autres villes. Des pannes de courant sont signalées à Bagua, Jaén, Tambogrande et Talara. Le séisme ne cause toutefois dans la région qu'un seul décès et 11 blessés.
En juin 2009, un décret est promulgué en vertu de l'accord de libre-échange Pérou-États-Unis, afin de favoriser les grandes sociétés transnationales et autoriser les sociétés minières à utiliser le territoire de la jungle pour exploiter de grands gisements de pétrole, de gaz et d'autres minéraux au détriment d'environ 5000 habitants des ethnies Aguarunas, Huambisas et autres amazoniens. Le conflit social qui en découle provoque pendant plusieurs semaines la confrontation entre la police et les indigènes, évènements connus sous le nom de massacre de Bagua (es), faisant 33 morts,.

## Géographie

### Situation
La région est limitée au nord par l'Équateur, à l'est par les régions de Loreto et de San Martín, au sud la région de La Libertad et à l'ouest par la région de Cajamarca. En 1966, ses limites géographiques ont été modifiées par la création de la région de Loreto.
Sa superficie de 39 249 km2 est similaire à celle de la Suisse. Le territoire est situé entre les parallèles 2°58' et 6°58' et de latitude sud et entre les méridiens 77º 9' et 78° 42' de longitude ouest.

### Écosystèmes
Le département abrite des écosystèmes tels que la jungle basse, la jungle haute ou Yungas, les écosystèmes andins et la forêt tropicale sèche.
La forêt tropicale humide prédomine avec 72,93 % du territoire. Elle s'étend au nord sur son versant oriental, jusqu'à la frontière avec l'Équateur dans les sommets de la cordillère du Condor. Avec 27 % la zone montagneuse est située dans les provinces méridionales du département. Ce relief est formé par ce qu'on appelle la Cordillera del Cóndor (à l'est de la cordillère des Andes).
La géographie du département à une grande importance notamment pour les connexions avec les routes de la côte qui sont peu nombreuses. C'est grâce au Paso de Porculla (es) (le col de Porculla) situé à 2 137 m dans le département de Piura, qui est le col le plus bas de toutes les Andes péruviennes que l'Amazonas, est relié au réseau routier panaméricain.

#### Faune

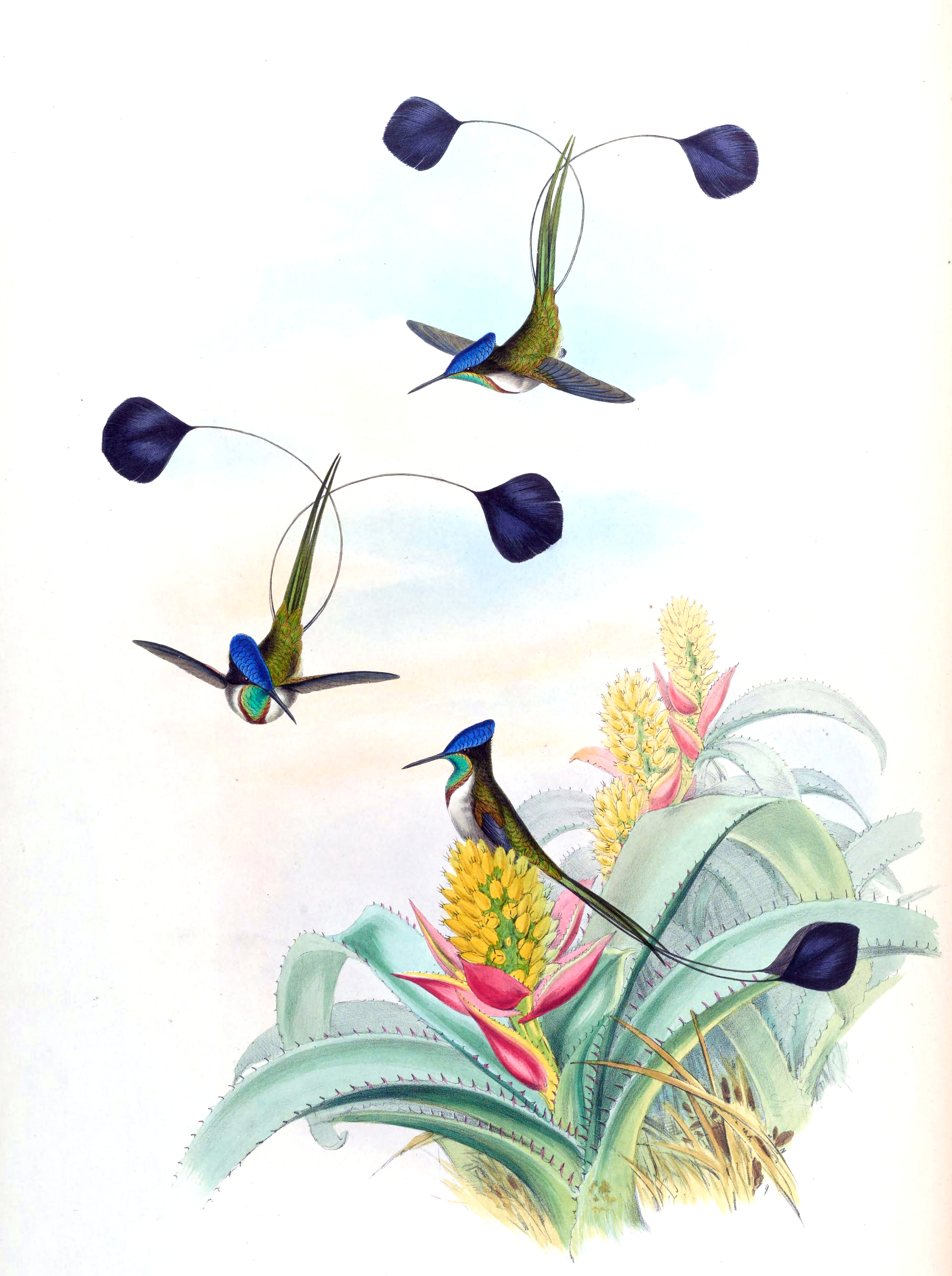
Loddigesia mirabilis illustration de 1861.

Le département est l'habitat d'oiseaux endémiques tels que le colibri Loddigésie admirable (Loddigesia mirabilis) ou la Chevêchette nimbée (Xenoglaux loweryi).
Les mammifères de la jungle amazonienne sont nombreux : tamandua et tamanoir, puma, cerf, pécaris (Pecari tajacu et Tayassu pecari), opossum, agouti (ou Paca), tatou, capybara et une multitude de singes et de rongeurs.
Les eaux amazoniennes regorgent de poissons et d'amphibiens : zungaro, gamitana, prochilodus noir, ophidion barbatum (es), Pristimantis simonbolivari, truite, carpe, poisson-chat.
Les ophidiens pullulent dans la jungle, boas, crotales et vipères en tous genres : Macanche, Drymarchon melanurus, Lachesis muta, Crotalus et le célèbre anaconda.

#### Flore
La forêt amazonienne est riche en arbres exploitables pour leur bois : acajou, cèdre, chonta, jamrosat, dragonnier des Canaries, palo cruz (es), cocobolo, quinilla (Manilkara bidentata), asarquiro, quilloscapi, quillocisa, chilca brava (es)ou yngaina.
La recherche pharmaceutique s'intéresse de plus en plus à ses ressources en plantes médicinales : copaibo, sachindaso, Cheilocostus speciosus, quinquina, salsepareille, fenugrec, pignon, bolsa mullaca, Matricaria chamomilla et beaucoup d'autres.

### Hydrographie
La vaste et profonde vallée de la rivière Marañón constitue l'un des traits morphologiques les plus importants de la région. Elle traverse une grande partie du territoire du sud au nord. La vallée atteint sa plus grande largeur dans la province de Bagua et se rétrécit dans la cordillère Orientale dans sa route vers l'est, vers la partie la plus basse de l'Amazonas. Le cours d'eau traverse de magnifiques canyons et porches naturels appelés punkus (pongo en espagnol), un mot quechua qui signifie « portes ».
La vallée du río Utcubamba (ou Utkupampa) est le véritable axe du département de l'Amazonas. Elle est située entre 5° et 6° de latitude sud et 78° et 79° de longitude ouest et se développe longitudinalement jusqu'au Marañón qu'il rejoint à Bagua-Capital. Cette zone est le principal centre de production agricole et d'implantation des groupes humains qui se développent dans quatre secteurs très escarpés striés de quebradas (torrents très encaissés) propices à l'implantation de centrales hydroélectriques :
- Vertiente del Marañon (source du Marañon), qui a d'importantes quebradas (Seca, Bocana, Copallín Nuevo et Choloque).
- Valle Medio (la moyenne vallée) qui a onze quebradas dans ses limites.
- Valle Alto (la haute vallée) qui compte sept quebradas, le plus important est le Magunchal (en).
- Planicie de Bagua (la plaine de Bagua), ondulée et pittoresque, qui s'étale à 550 m et dans certains endroits, s'étage jusqu'à 900 m, par exemple au village de La Peca.

Outre ces deux cours d'eau principaux et leurs nombreux affluents (Chinchipe, Chiriaco, Silaco, Nieva, Jumete, Cenepa et Santiago), le département comporte quelques grands lacs comme; la Laguna de los Cóndores (Chachapoyas-Leymebamba), la Laguna del Porvenir (Bagua - Aramango), la Laguna de Chonza (Bagua - Copallín) ou le lac Pomacochas (Bongará) à plus de 2 000 m d'altitude.

Les deux cours d'eau principaux du département.
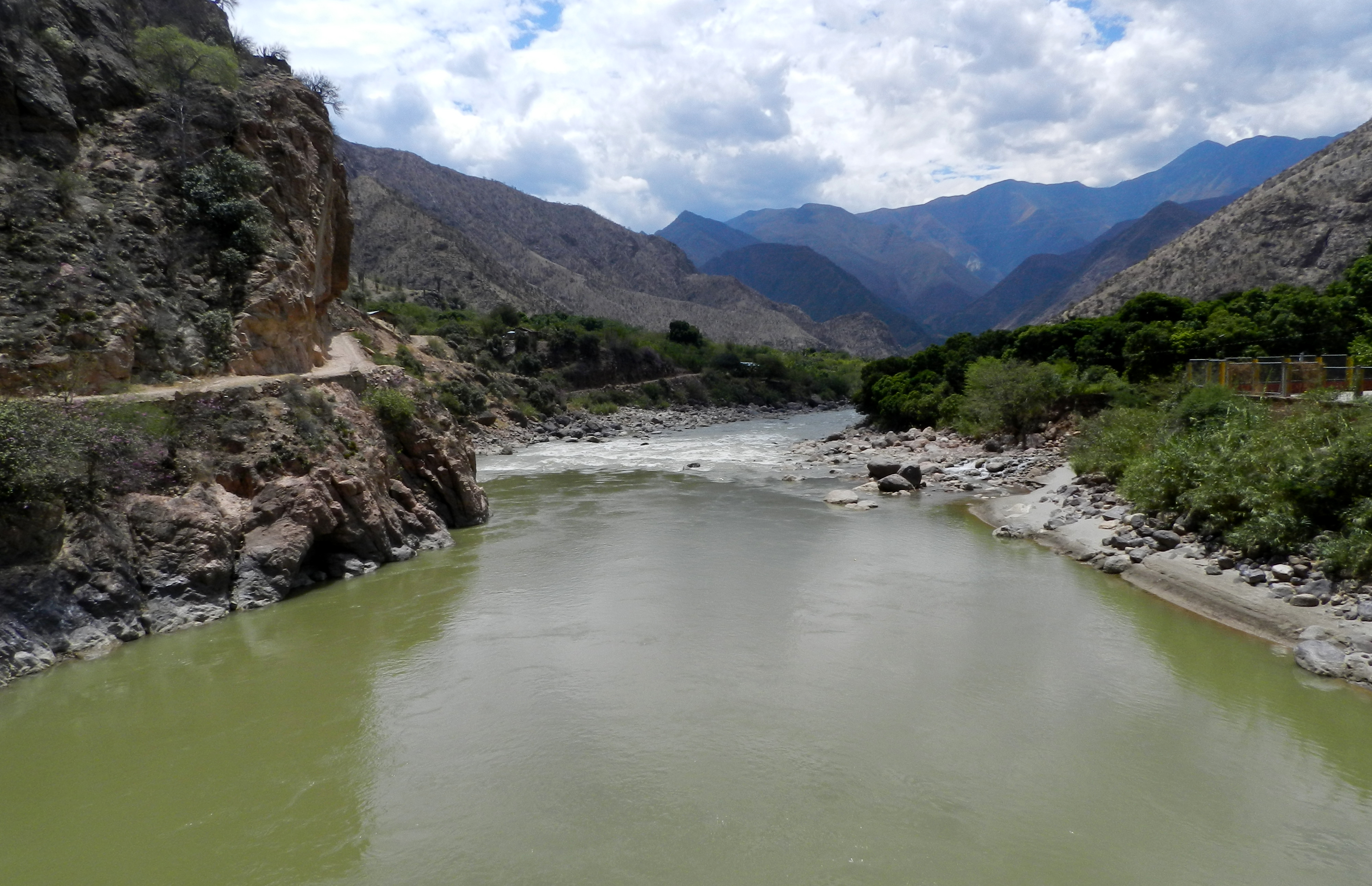
Le Río Marañón à son entrée dans le département.
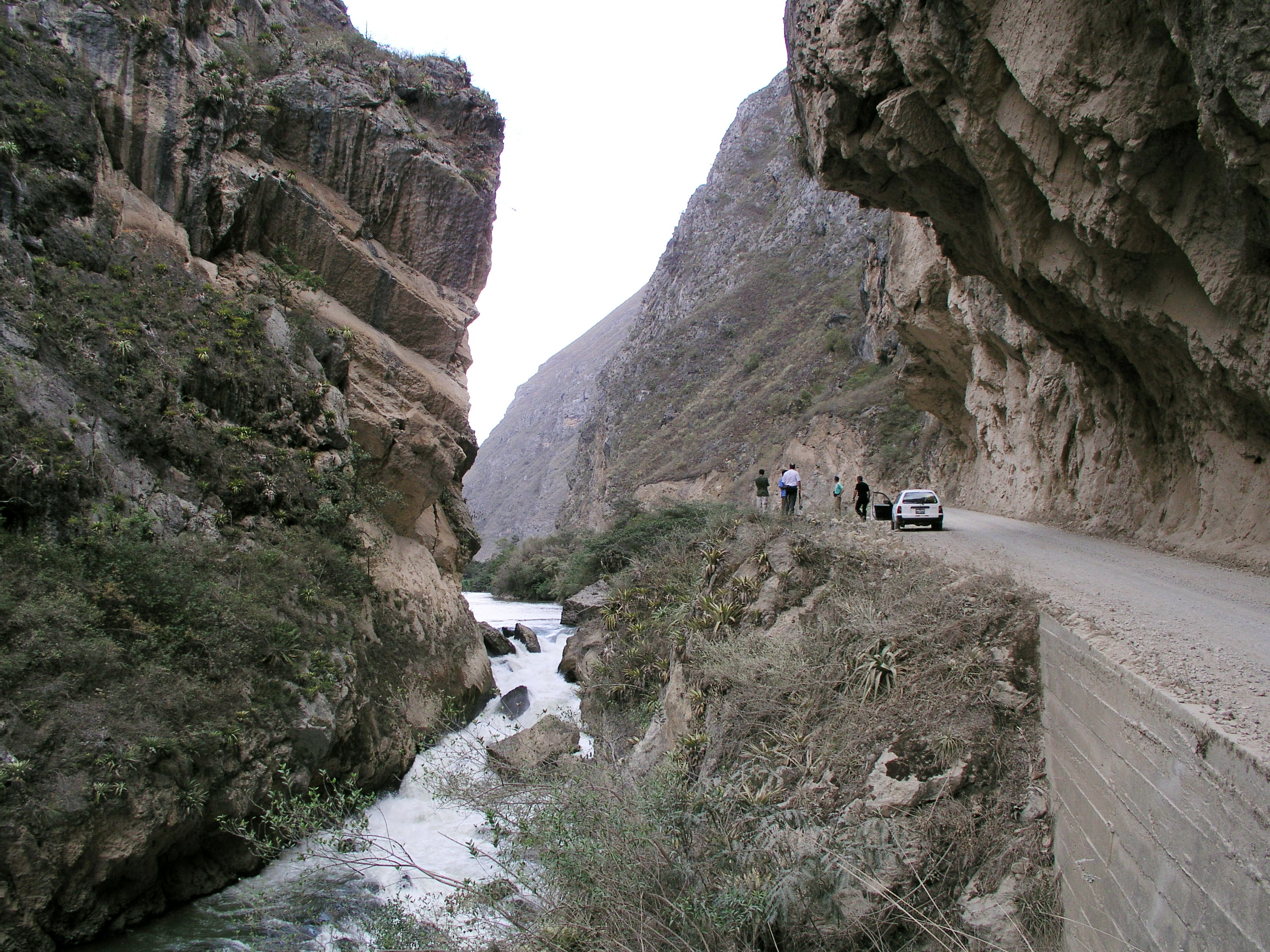
Le río Utcubamba près du confluent avec le Sonche.

### Orographie
Le relief du département est très accidenté, il couvre les régions inter andines et de la jungle. Le relief dominant est celui de la cordillère du Condor, à la frontière Pérou-Équateur, qui est une partie la cordillère centrale des Andes et donne naissance au bassin hydrographique de la rivière Marañón.
Dans la partie nord, elle s'étend vers l'est avec des plateaux et de petits accidents topographiques, alors que vers le sud, son relief est accidenté avec des hauteurs plus importantes.
On distingue comme principaux sommets; le Barro Negro (3 680 m) dans le district de Leimebamba, province de Chachapoyas, le Minas (3 506 m) et le Yumal (3 345 m) dans la province de Luya, le Miguel Pardo (2 930 m) à Bongará et Rioja, ainsi que le Chanchilla (2 212 m) dans la province de Chachapoyas.
Les autres reliefs notables sont, le Campanquiz (1 200 m) dans la province de Condorcanqui et des élévations de moins de 600 m; le Dorpin, le Manseriche, le Rentema à Bagua, le Huaracayo, l'Umari à Condorcanqui, le Cumbinama ou Sasa et l'Escurrebraga.

### Climat
Le climat est tropical, chaud et humide, avec des précipitations abondantes. Les températures varient de 40 °C dans le nord à 2 °C dans les chaînes de montagnes du sud. La température moyenne est de 25 °C. Dans la forêt amazonienne, la température est élevée.
Dans l'immense plaine de Bagua le climat est chaud, avec une température qui peut atteindre 40 °C le minimum étant de 21 °C. Comme dans toute la région de haute jungle du Pérou le régime hydrique est irrégulier et parfois sans pluie.

## Division administrative
Le département est divisé en 7 provinces, elles-mêmes subdivisées en 86 districts. Avec une superficie de 39 249,13 km2 il représente 3 % du territoire national.

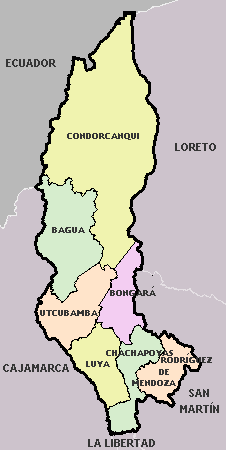
Carte des 7 provinces du département Amazonas.

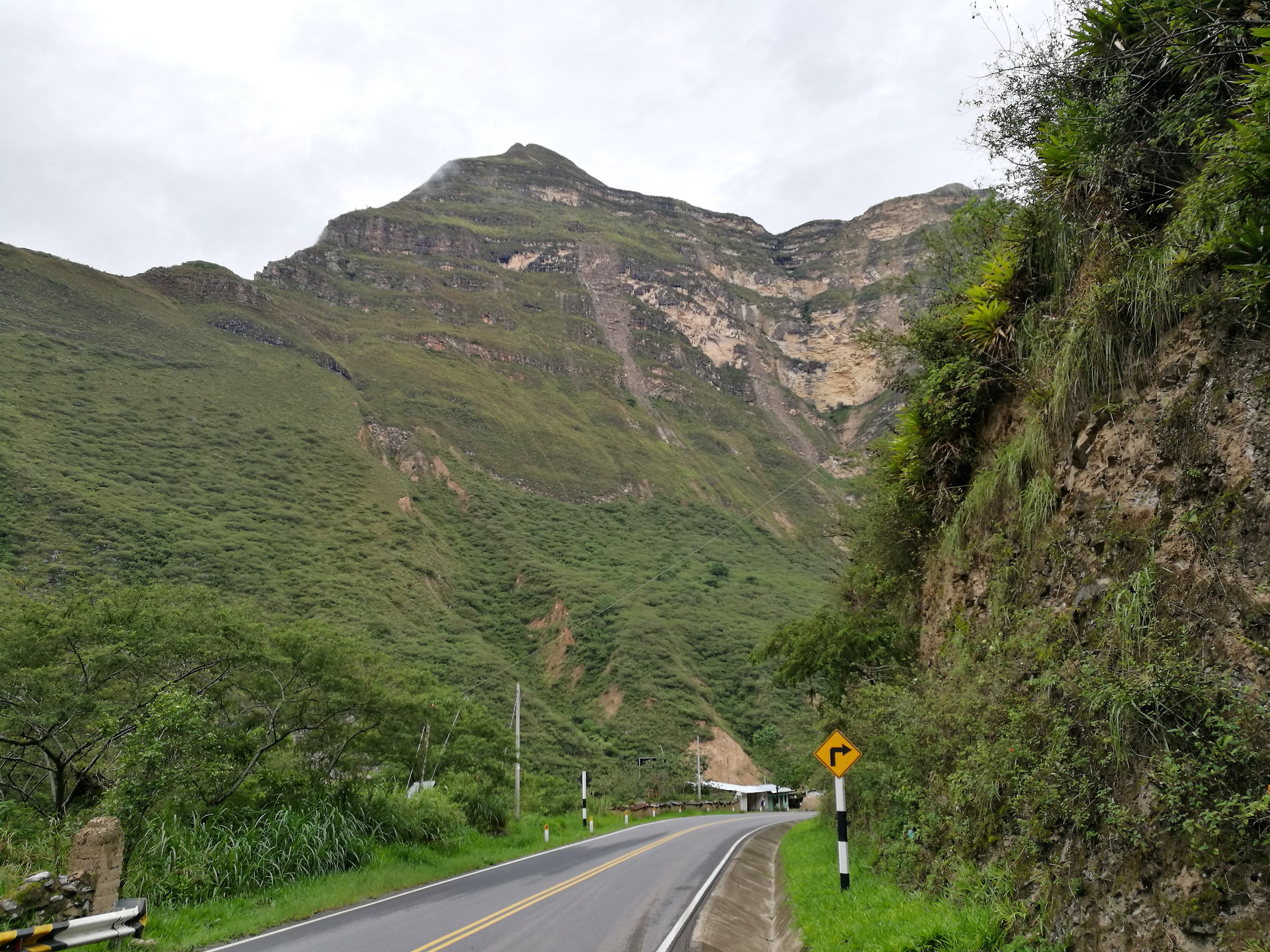
Une route dans le département.

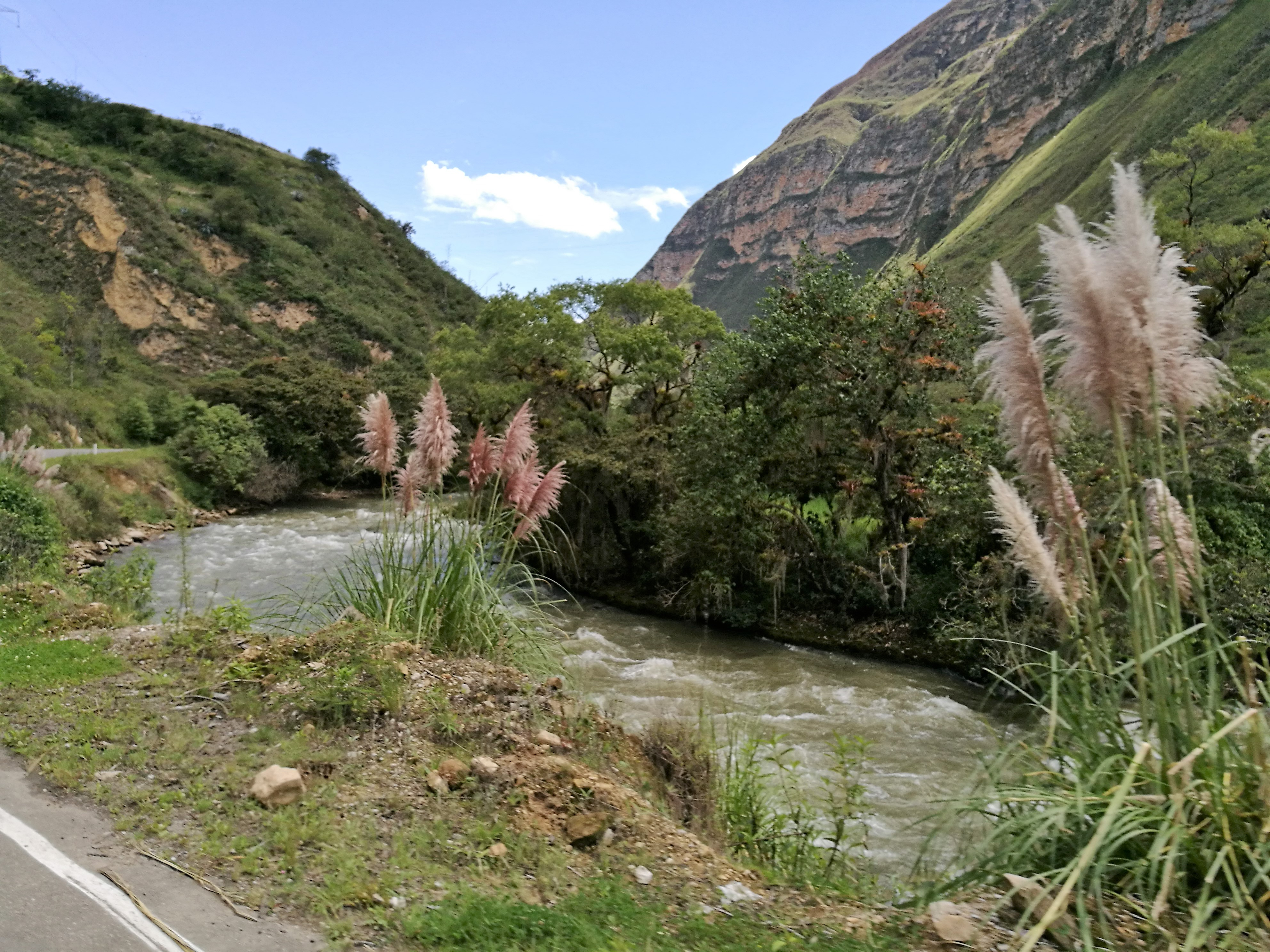
La rivière Utcubamba entre Chachapoyas et Leimebamba.

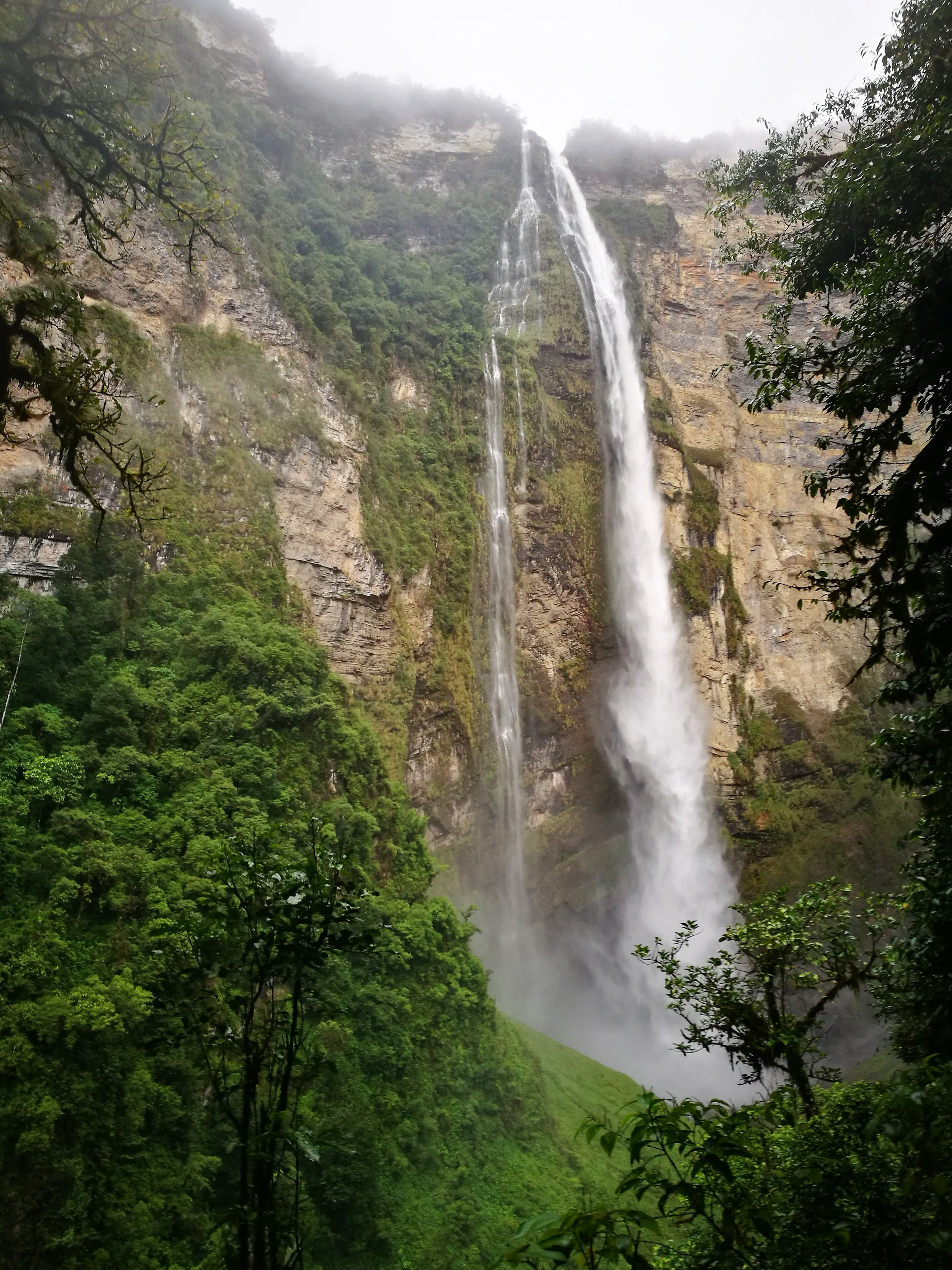
Cascade Gocta (hauteur 771 m).

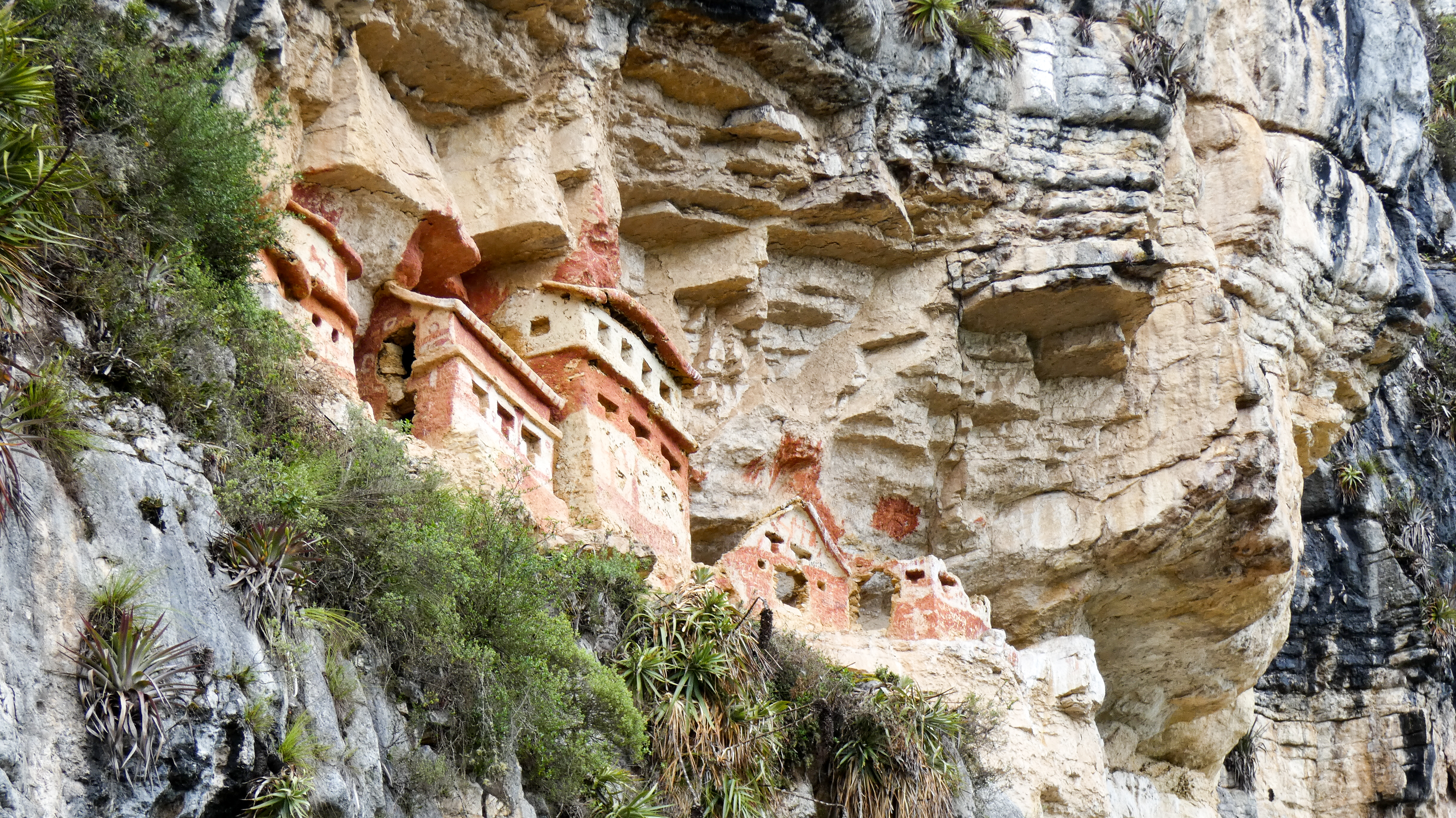
Revash - site funéraire du peuple Chachapoyas - district de Santo Tomás - province de Chachapoyas - département d'Amazonas.

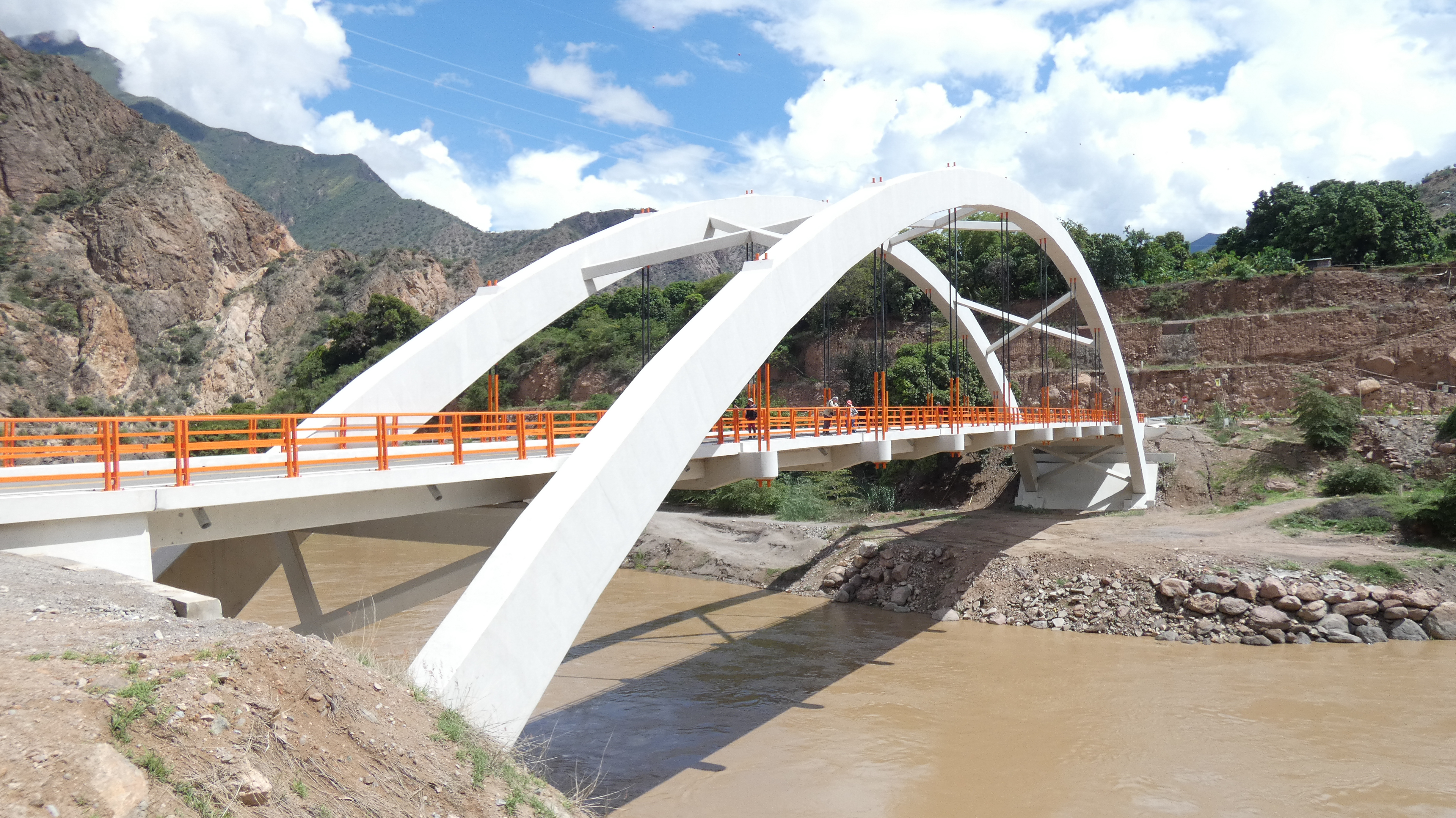
Le pont de Chacanto sur le Marañon à la frontière des départements de Cajamarca et d'Amazonas.

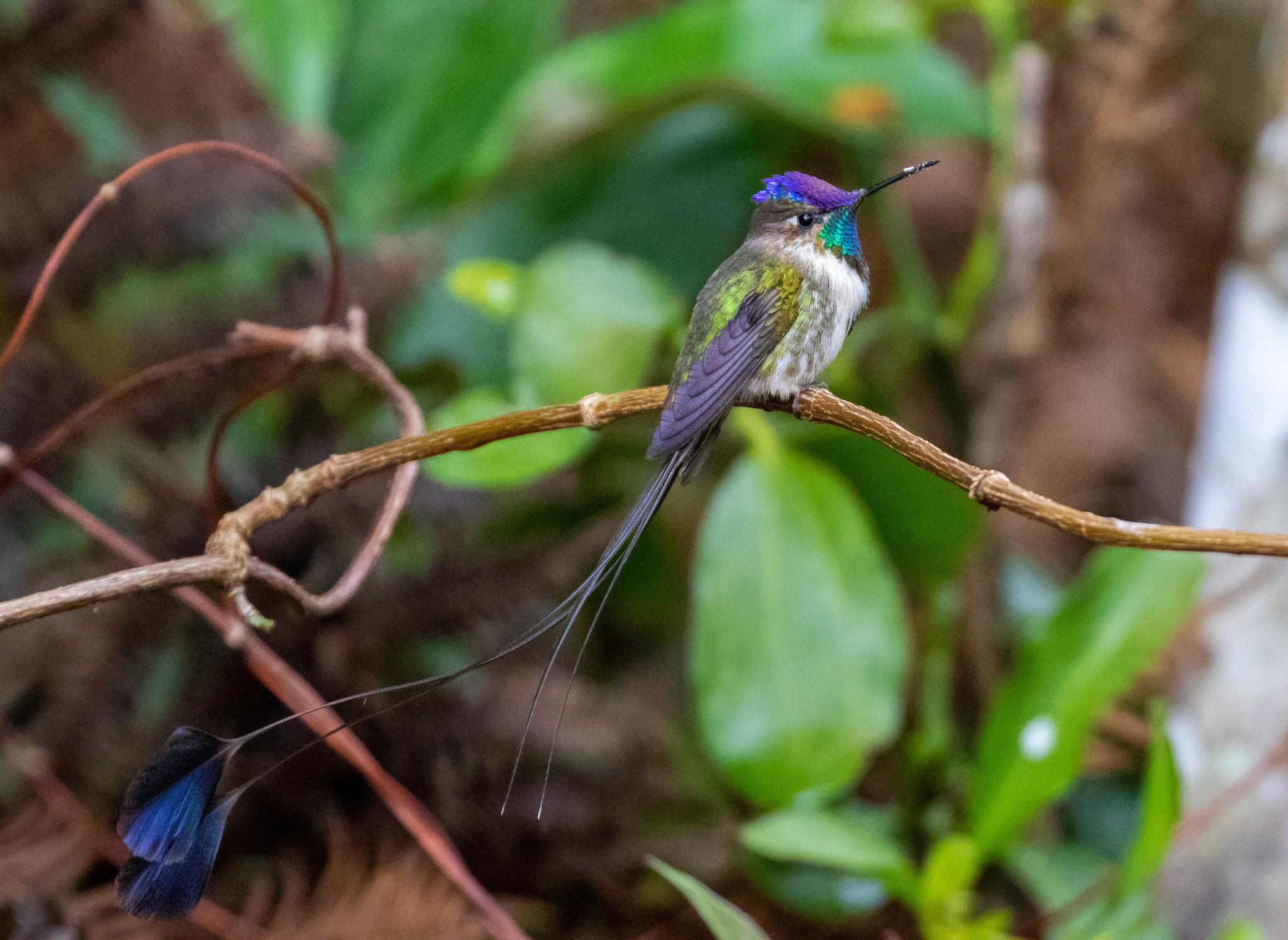
La Loddigésie admirable est une espèce de colibris endémique du département, seule espèce du genre.

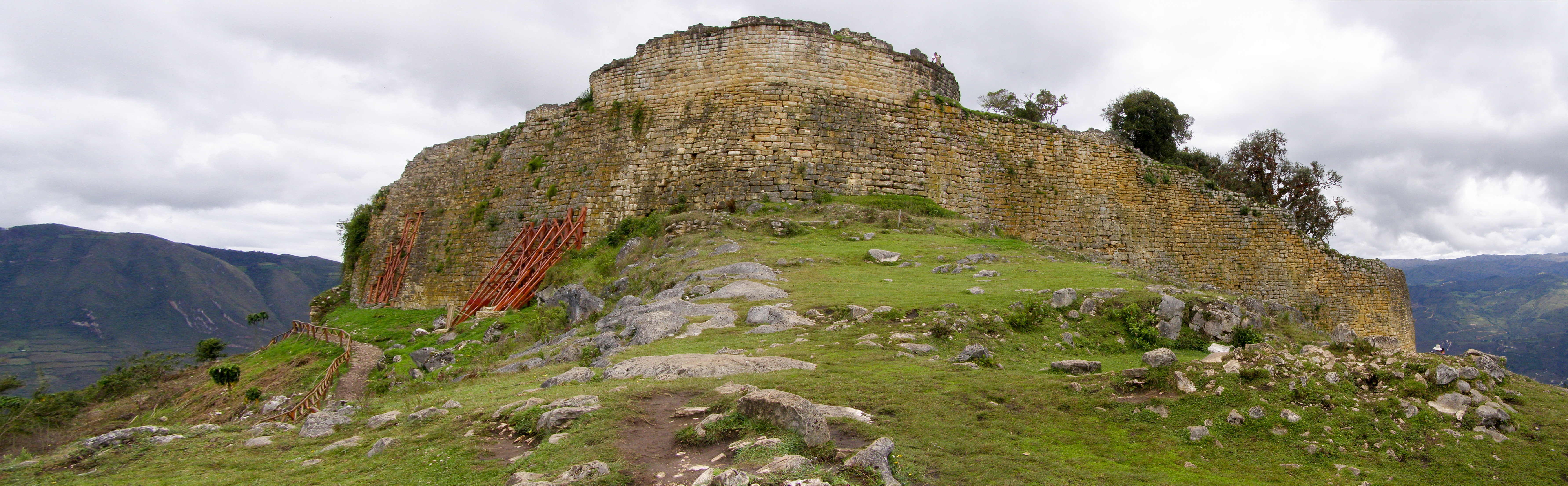
Kuélap, forteresse construite à 3000 m d'altitude par les Chachapoyas au Xe siècle.

| Organisation territoriale de Amazonas | Organisation territoriale de Amazonas | Organisation territoriale de Amazonas | Organisation territoriale de Amazonas | Organisation territoriale de Amazonas | Organisation territoriale de Amazonas | Organisation territoriale de Amazonas |
| Province                              | Capitale                              | Superficie (km²)                      | Population (2016)                     | Création                              | Altitude (m)                          | District                              |
| ------------------------------------- | ------------------------------------- | ------------------------------------- | ------------------------------------- | ------------------------------------- | ------------------------------------- | ------------------------------------- |
| Province de Bagua                     | Bagua (ville)                         | 5 745,72                              | 74 100                                | 1er septembre 1941                    | 421                                   | 1 - Amarango                          |
| Province de Bagua                     | Bagua (ville)                         | 5 745,72                              | 74 100                                | 1er septembre 1941                    | 421                                   | 2 - Bagua                             |
| Province de Bagua                     | Bagua (ville)                         | 5 745,72                              | 74 100                                | 1er septembre 1941                    | 421                                   | 3 - Copallin                          |
| Province de Bagua                     | Bagua (ville)                         | 5 745,72                              | 74 100                                | 1er septembre 1941                    | 421                                   | 4 - El Parco                          |
| Province de Bagua                     | Bagua (ville)                         | 5 745,72                              | 74 100                                | 1er septembre 1941                    | 421                                   | 5 - Imaza                             |
| Province de Bagua                     | Bagua (ville)                         | 5 745,72                              | 74 100                                | 1er septembre 1941                    | 421                                   | 6 - La Peca                           |
| Province de Bongará                   | Jumbilla                              | 2 869,65                              | 25 637                                | 26 décembre 1870                      | 1991                                  | 1 - Jumbilla                          |
| Province de Bongará                   | Jumbilla                              | 2 869,65                              | 25 637                                | 26 décembre 1870                      | 1991                                  | 2 - Chisquilla                        |
| Province de Bongará                   | Jumbilla                              | 2 869,65                              | 25 637                                | 26 décembre 1870                      | 1991                                  | 3 - Churuja                           |
| Province de Bongará                   | Jumbilla                              | 2 869,65                              | 25 637                                | 26 décembre 1870                      | 1991                                  | 4 - Corosha                           |
| Province de Bongará                   | Jumbilla                              | 2 869,65                              | 25 637                                | 26 décembre 1870                      | 1991                                  | 5 - Cuispes                           |
| Province de Bongará                   | Jumbilla                              | 2 869,65                              | 25 637                                | 26 décembre 1870                      | 1991                                  | 6 - Florida                           |
| Province de Bongará                   | Jumbilla                              | 2 869,65                              | 25 637                                | 26 décembre 1870                      | 1991                                  | 7 - Jazán                             |
| Province de Bongará                   | Jumbilla                              | 2 869,65                              | 25 637                                | 26 décembre 1870                      | 1991                                  | 8 - Recta                             |
| Province de Bongará                   | Jumbilla                              | 2 869,65                              | 25 637                                | 26 décembre 1870                      | 1991                                  | 9 - San Carlos                        |
| Province de Bongará                   | Jumbilla                              | 2 869,65                              | 25 637                                | 26 décembre 1870                      | 1991                                  | 10 - Shipasbamba                      |
| Province de Bongará                   | Jumbilla                              | 2 869,65                              | 25 637                                | 26 décembre 1870                      | 1991                                  | 11 - Valera                           |
| Province de Bongará                   | Jumbilla                              | 2 869,65                              | 25 637                                | 26 décembre 1870                      | 1991                                  | 12 - Yambrasbamba                     |
| Province de Chachapoyas               | Chachapoyas                           | 3 312,37                              | 55 506                                | 12 février 1821                       | 2339                                  | 1 - Asunción                          |
| Province de Chachapoyas               | Chachapoyas                           | 3 312,37                              | 55 506                                | 12 février 1821                       | 2339                                  | 2 - Balsas                            |
| Province de Chachapoyas               | Chachapoyas                           | 3 312,37                              | 55 506                                | 12 février 1821                       | 2339                                  | 3 - Chachapoyas                       |
| Province de Chachapoyas               | Chachapoyas                           | 3 312,37                              | 55 506                                | 12 février 1821                       | 2339                                  | 4 - Cheto                             |
| Province de Chachapoyas               | Chachapoyas                           | 3 312,37                              | 55 506                                | 12 février 1821                       | 2339                                  | 5 - Chiliquín                         |
| Province de Chachapoyas               | Chachapoyas                           | 3 312,37                              | 55 506                                | 12 février 1821                       | 2339                                  | 6 - Chuquibamba                       |
| Province de Chachapoyas               | Chachapoyas                           | 3 312,37                              | 55 506                                | 12 février 1821                       | 2339                                  | 7 - El Cenepa                         |
| Province de Chachapoyas               | Chachapoyas                           | 3 312,37                              | 55 506                                | 12 février 1821                       | 2339                                  | 8 - Granada                           |
| Province de Chachapoyas               | Chachapoyas                           | 3 312,37                              | 55 506                                | 12 février 1821                       | 2339                                  | 9 - Huancas                           |
| Province de Chachapoyas               | Chachapoyas                           | 3 312,37                              | 55 506                                | 12 février 1821                       | 2339                                  | 10 - Jalca Grande                     |
| Province de Chachapoyas               | Chachapoyas                           | 3 312,37                              | 55 506                                | 12 février 1821                       | 2339                                  | 11 - Leimebamba                       |
| Province de Chachapoyas               | Chachapoyas                           | 3 312,37                              | 55 506                                | 12 février 1821                       | 2339                                  | 12 - Levanto                          |
| Province de Chachapoyas               | Chachapoyas                           | 3 312,37                              | 55 506                                | 12 février 1821                       | 2339                                  | 13 - Magdalena                        |
| Province de Chachapoyas               | Chachapoyas                           | 3 312,37                              | 55 506                                | 12 février 1821                       | 2339                                  | 14 - Mariscal Castilla                |
| Province de Chachapoyas               | Chachapoyas                           | 3 312,37                              | 55 506                                | 12 février 1821                       | 2339                                  | 15 - Molinopampa                      |
| Province de Chachapoyas               | Chachapoyas                           | 3 312,37                              | 55 506                                | 12 février 1821                       | 2339                                  | 16 - Montevideo                       |
| Province de Chachapoyas               | Chachapoyas                           | 3 312,37                              | 55 506                                | 12 février 1821                       | 2339                                  | 17 - Olleros                          |
| Province de Chachapoyas               | Chachapoyas                           | 3 312,37                              | 55 506                                | 12 février 1821                       | 2339                                  | 18 - Quinjalca                        |
| Province de Chachapoyas               | Chachapoyas                           | 3 312,37                              | 55 506                                | 12 février 1821                       | 2339                                  | 19 - Rio Santiago                     |
| Province de Chachapoyas               | Chachapoyas                           | 3 312,37                              | 55 506                                | 12 février 1821                       | 2339                                  | 20 - San Francisco de Daguas          |
| Province de Chachapoyas               | Chachapoyas                           | 3 312,37                              | 55 506                                | 12 février 1821                       | 2339                                  | 21 - San Isidro de Maino              |
| Province de Chachapoyas               | Chachapoyas                           | 3 312,37                              | 55 506                                | 12 février 1821                       | 2339                                  | 22 - Soloco                           |
| Province de Chachapoyas               | Chachapoyas                           | 3 312,37                              | 55 506                                | 12 février 1821                       | 2339                                  | 23 - Sonche                           |
| Province de Condorcanqui              | Santa María de Nieva                  | 17 865,39                             | 42 470                                | 18 mai 1984                           | 222                                   | 1 - El Cenepa                         |
| Province de Condorcanqui              | Santa María de Nieva                  | 17 865,39                             | 42 470                                | 18 mai 1984                           | 222                                   | 2 - Nieva                             |
| Province de Condorcanqui              | Santa María de Nieva                  | 17 865,39                             | 42 470                                | 18 mai 1984                           | 222                                   | 3 - Río Santiago                      |
| Province de Luya                      | Lámud                                 | 3 237                                 | 44 436                                | 5 février 1861                        | 2307                                  | 1 - Camporredondo                     |
| Province de Luya                      | Lámud                                 | 3 237                                 | 44 436                                | 5 février 1861                        | 2307                                  | 2 - Cocabamba                         |
| Province de Luya                      | Lámud                                 | 3 237                                 | 44 436                                | 5 février 1861                        | 2307                                  | 3 - Colcamar                          |
| Province de Luya                      | Lámud                                 | 3 237                                 | 44 436                                | 5 février 1861                        | 2307                                  | 4 - Conila                            |
| Province de Luya                      | Lámud                                 | 3 237                                 | 44 436                                | 5 février 1861                        | 2307                                  | 5 - Inguilpata                        |
| Province de Luya                      | Lámud                                 | 3 237                                 | 44 436                                | 5 février 1861                        | 2307                                  | 6 - Lámud                             |
| Province de Luya                      | Lámud                                 | 3 237                                 | 44 436                                | 5 février 1861                        | 2307                                  | 7 - Longuita                          |
| Province de Luya                      | Lámud                                 | 3 237                                 | 44 436                                | 5 février 1861                        | 2307                                  | 8 - Lonya Chico                       |
| Province de Luya                      | Lámud                                 | 3 237                                 | 44 436                                | 5 février 1861                        | 2307                                  | 9 - Luya                              |
| Province de Luya                      | Lámud                                 | 3 237                                 | 44 436                                | 5 février 1861                        | 2307                                  | 10 - Luya Viejo                       |
| Province de Luya                      | Lámud                                 | 3 237                                 | 44 436                                | 5 février 1861                        | 2307                                  | 11 - Maria                            |
| Province de Luya                      | Lámud                                 | 3 237                                 | 44 436                                | 5 février 1861                        | 2307                                  | 12 - Ocalli                           |
| Province de Luya                      | Lámud                                 | 3 237                                 | 44 436                                | 5 février 1861                        | 2307                                  | 13 - Ocumal                           |
| Province de Luya                      | Lámud                                 | 3 237                                 | 44 436                                | 5 février 1861                        | 2307                                  | 14 - Pisuquía                         |
| Province de Luya                      | Lámud                                 | 3 237                                 | 44 436                                | 5 février 1861                        | 2307                                  | 15 - Providencia                      |
| Province de Luya                      | Lámud                                 | 3 237                                 | 44 436                                | 5 février 1861                        | 2307                                  | 16 - San Cristóbal                    |
| Province de Luya                      | Lámud                                 | 3 237                                 | 44 436                                | 5 février 1861                        | 2307                                  | 17 - San Francisco del Yeso           |
| Province de Luya                      | Lámud                                 | 3 237                                 | 44 436                                | 5 février 1861                        | 2307                                  | 18 - San Jerónimo                     |
| Province de Luya                      | Lámud                                 | 3 237                                 | 44 436                                | 5 février 1861                        | 2307                                  | 19 - San Juan de Lopecancha           |
| Province de Luya                      | Lámud                                 | 3 237                                 | 44 436                                | 5 février 1861                        | 2307                                  | 20 - Santa Catalina                   |
| Province de Luya                      | Lámud                                 | 3 237                                 | 44 436                                | 5 février 1861                        | 2307                                  | 21 - Santo Tomás                      |
| Province de Luya                      | Lámud                                 | 3 237                                 | 44 436                                | 5 février 1861                        | 2307                                  | 22 - Tingo                            |
| Province de Luya                      | Lámud                                 | 3 237                                 | 44 436                                | 5 février 1861                        | 2307                                  | 23 - Trita                            |
| Province de Rodríguez de Mendoza      | Mendoza                               | 2 359                                 | 29 998                                | 31 octobre 1932                       | 1584                                  | 1 - San Nicolás                       |
| Province de Rodríguez de Mendoza      | Mendoza                               | 2 359                                 | 29 998                                | 31 octobre 1932                       | 1584                                  | 2 - Chirimoto                         |
| Province de Rodríguez de Mendoza      | Mendoza                               | 2 359                                 | 29 998                                | 31 octobre 1932                       | 1584                                  | 3 - Cochamal                          |
| Province de Rodríguez de Mendoza      | Mendoza                               | 2 359                                 | 29 998                                | 31 octobre 1932                       | 1584                                  | 4 - Huambo                            |
| Province de Rodríguez de Mendoza      | Mendoza                               | 2 359                                 | 29 998                                | 31 octobre 1932                       | 1584                                  | 5 - Limabamba                         |
| Province de Rodríguez de Mendoza      | Mendoza                               | 2 359                                 | 29 998                                | 31 octobre 1932                       | 1584                                  | 6 - Longar                            |
| Province de Rodríguez de Mendoza      | Mendoza                               | 2 359                                 | 29 998                                | 31 octobre 1932                       | 1584                                  | 7 - Mariscal Benavides                |
| Province de Rodríguez de Mendoza      | Mendoza                               | 2 359                                 | 29 998                                | 31 octobre 1932                       | 1584                                  | 8 - Mílpuc                            |
| Province de Rodríguez de Mendoza      | Mendoza                               | 2 359                                 | 29 998                                | 31 octobre 1932                       | 1584                                  | 9 - Omia                              |
| Province de Rodríguez de Mendoza      | Mendoza                               | 2 359                                 | 29 998                                | 31 octobre 1932                       | 1584                                  | 10 - Santa Rosa                       |
| Province de Rodríguez de Mendoza      | Mendoza                               | 2 359                                 | 29 998                                | 31 octobre 1932                       | 1584                                  | 11 - Totora                           |
| Province de Rodríguez de Mendoza      | Mendoza                               | 2 359                                 | 29 998                                | 31 octobre 1932                       | 1584                                  | 12 - Vista Alegre                     |
| Province d'Utcubamba                  | Bagua Grande                          | 3 860                                 | 107 237                               | 30 mai 1984                           | 446                                   | 1 - Bagua Grande                      |
| Province d'Utcubamba                  | Bagua Grande                          | 3 860                                 | 107 237                               | 30 mai 1984                           | 446                                   | 2 - Cajaruro                          |
| Province d'Utcubamba                  | Bagua Grande                          | 3 860                                 | 107 237                               | 30 mai 1984                           | 446                                   | 3 - Cumba                             |
| Province d'Utcubamba                  | Bagua Grande                          | 3 860                                 | 107 237                               | 30 mai 1984                           | 446                                   | 4 - El Milagro                        |
| Province d'Utcubamba                  | Bagua Grande                          | 3 860                                 | 107 237                               | 30 mai 1984                           | 446                                   | 5 - Jamalca                           |
| Province d'Utcubamba                  | Bagua Grande                          | 3 860                                 | 107 237                               | 30 mai 1984                           | 446                                   | 6 - Lonya Grande                      |
| Province d'Utcubamba                  | Bagua Grande                          | 3 860                                 | 107 237                               | 30 mai 1984                           | 446                                   | 7 - Yamón                             |
|                                       | Total                                 | 39 249,13                             | 379 384                               |                                       |                                       | 86                                    |

| Équateur                | Équateur                  | Loreto (département)     |
| Cajamarca (département) | département de Amazonas   | Loreto (département)     |
| Cajamarca (département) | La Libertad (département) | San Martín (département) |

### Autorités départementales

#### Régionales
Comme dans les autres régions du pays, le département de Amazonas a son propre gouvernement régional composé d'un président régional, d'un vice-président régional et de 9 conseillers provinciaux. Elle constitue une circonscription électorale qui élit cinq membres du Congrès.
2019-2022
- Gouverneur régional : Oscar Altamirano Quispe, du mouvement régional Fuerza Amazonense.
- Vice-gouverneur régional : Milecio Vallejos Bravo, du mouvement régional Fuerza Amazonense.
- Conseillers provinciaux :

1. Province de Chachapoyas : Mario Yldefonso Torrejón Arellanos (Mouvement indépendant Surge Amazonas)
2. Province de Bagua :
  - Milagritos Liliana Zurita Mejía (Mouvement régional de la force amazonienne)
  - Teodoro Luis Delgado Cubas (Sentiment régional amazonien)
3. Province de Bongará : Jorge Luis Yomona Hidalgo (Mouvement régional de la force amazonienne)
4. Province de Condorcanqui :
  - Dinenson Petsa Ijisan (Sentiment régional amazonien)
  - Leandro Calvo Nantip (Mouvement politique régional de l'énergie communale amazonienne)
5. Province de Luya : Segundo Macario Bravo Zorrilla (Mouvement indépendant Surge Amazonas)
6. Province de Rodríguez de Mendoza : Perpetuo Santillán Tuesta (Mouvement régional de la force amazonienne)
7. Province d'Utcubamba : Merly Enith Mego Torres (Mouvement régional amazonien unis à la campagne)

#### Militaire
- Armée du Pérou
- Marine du Pérou
- Force aérienne du Pérou

#### Police
Colonel PNP Ángel Luis Granados Ríos

#### Religieuses
Évêque de Amazonas : Mgr. Emiliano Antonio Cisneros Martínez (Diocèse de Chachapoyas).

## Démographie

### Groupes ethniques et familles linguistiques
Le graphique qui aurait dû être présenté ici ne peut pas être affiché car il utilise l'ancienne extension Graph, désactivée pour des questions de sécurité. Des indications pour créer un nouveau graphique avec la nouvelle extension Chart sont disponibles ici.

Le graphique qui aurait dû être présenté ici ne peut pas être affiché car il utilise l'ancienne extension Graph, désactivée pour des questions de sécurité. Des indications pour créer un nouveau graphique avec la nouvelle extension Chart sont disponibles ici.

Source : INEI 

### Nombres de locuteurs
Selon le recensement du Pérou de 2007, la langue principale de la plupart des résidents était l'espagnol (84,90 %).
| Langues pratiquées dans le département d'Amazonas par province. | Langues pratiquées dans le département d'Amazonas par province. | Langues pratiquées dans le département d'Amazonas par province. | Langues pratiquées dans le département d'Amazonas par province. | Langues pratiquées dans le département d'Amazonas par province. | Langues pratiquées dans le département d'Amazonas par province. | Langues pratiquées dans le département d'Amazonas par province. | Langues pratiquées dans le département d'Amazonas par province. | Langues pratiquées dans le département d'Amazonas par province. |
| Province                                                        | Quechua                                                         | Aymara                                                          | Ashaninka                                                       | Autre                                                           | Espagnol                                                        | Langue étrangère                                                | Sourd ou muet                                                   | Total                                                           |
| --------------------------------------------------------------- | --------------------------------------------------------------- | --------------------------------------------------------------- | --------------------------------------------------------------- | --------------------------------------------------------------- | --------------------------------------------------------------- | --------------------------------------------------------------- | --------------------------------------------------------------- | --------------------------------------------------------------- |
| Bagua                                                           | 131                                                             | 15                                                              | 16                                                              | 16108                                                           | 49881                                                           | 3                                                               | 122                                                             | 66276                                                           |
| Bongará                                                         | 20                                                              | 3                                                               | 6                                                               | 34681                                                           | 3541                                                            | 5                                                               | 60                                                              | 38316                                                           |
| Chachapoyas                                                     | 114                                                             | 13                                                              | 5                                                               | 38                                                              | 46467                                                           | 21                                                              | 147                                                             | 46805                                                           |
| Condorcanqui                                                    | 26                                                              | 6                                                               | 5                                                               | 16                                                              | 25644                                                           | 13                                                              | 73                                                              | 25783                                                           |
| Luya                                                            | 34                                                              | 6                                                               | -                                                               | 6                                                               | 44671                                                           | 8                                                               | 274                                                             | 44999                                                           |
| Rodríguez de Mendoza                                            | 18                                                              | 2                                                               | 5                                                               | 1                                                               | 24644                                                           | -                                                               | 80                                                              | 24750                                                           |
| Utcubamba                                                       | 115                                                             | 20                                                              | 9                                                               | 187                                                             | 100958                                                          | 1                                                               | 194                                                             | 101484                                                          |
| Total                                                           | 458                                                             | 65                                                              | 46                                                              | 51037                                                           | 295806                                                          | 51                                                              | 950                                                             | 348413                                                          |
| %                                                               | 0.13                                                            | 0.02                                                            | 0.01                                                            | 14.65                                                           | 84.90                                                           | 0.01                                                            | 0.27                                                            | 100.00                                                          |

## Économie
Le centre d'activité humaine du département est la vallée du río Utcubamba. Les facteurs géographiques et topographiques font que seulement 16,4 % du territoire est cultivable.
Le département comprend des régions interandines et forestières et possède un fort potentiel forestier et hydro-énergétique. La province de Bagua, en raison de facteurs géographiques, a un développement agricole favorable à la culture du riz, du café, du cacao, des arbres fruitiers ainsi qu'à l'élevage.
Le département de l'Amazonas présente trois zones géographiques bien définies avec des climats distincts :
- Le district d'El Cenepa (province de Condorcanqui) et sa forêt tropicale humide,
- La province de Bagua, a une forêt tropicale sèche,
- Les autres provinces ont la forêt amazonienne de basse montagne très humide, la forêt subtropicale humide et la forêt sèche de basse montagne.

Les provinces de Bongará, Luya et Chachapoyas présentent une configuration géographique très vallonnée, qui leur confère des caractéristiques de chaîne de montagnes appelées les « Andes amazoniennes ».

### Structure de la zone agricole
| Répartition des surfaces   | Superficie (ha) |
| Surfaces agricoles         | 159 934         |
| -------------------------- | --------------- |
| – Terres agricoles         | 71 595          |
| – Cultures permanentes     | 69 579          |
| – Cultures associées       | 18 760          |
| Surfaces non agricoles     | 815 100         |
| – Prairies naturelles      | 212 371         |
| – Garrigues et forêts      | 538 032         |
| – Autres types de terrains | 64 697          |
| Total                      | 975 034         |

L'Amazonas a une économie principalement agraire, mais également d'exploitation minière et d'énergie, en particulier l'hydroélectricité et le secteur pétrolier.
Le département dispose de conditions climatiques excellentes et favorables au développement agropastoral.
Sur le total des terres agricoles (975 034 ha), seulement 16,4 % représentent la zone agricole (terres cultivées) et 83,6 % la zone non agricole.
Le département d'Amazonas compte 48 173 unités agricoles (UA) dont 99,9 % possèdent des terres et 0,1 % n'en ont pas, ces 0,1 % étant exclusivement consacrés à l'élevage.

### Taille des exploitations agricoles et principales cultures
| Type de culture                           | Unité agricole | Superficie (ha) |
| Principales cultures transitoires         | 34 363         | 69 794          |
| ----------------------------------------- | -------------- | --------------- |
| Riz                                       | 4 294          | 12 942          |
| Maïs jaune sec                            | 9 634          | 12 508          |
| Manioc                                    | 11 186         | 10 896          |
| Banane                                    | 8 058          | 8 448           |
| Canne à sucre pour la production d'alcool | 5 702          | 4 156           |
| Maïs doux                                 | 3 376          | 4 112           |
| Principales cultures permanentes          | 18 610         | 29 865          |
| Café                                      | 12 232         | 19 819          |
| Fève de cacao                             | 2 282          | 3 121           |
| Citron                                    | 351            | 409             |
| Coca                                      | 290            | 254             |
| Palmier-bâche                             | 235            | 253             |

Les unités agricoles de 50 ha et plus ne représentent que 4,4 % de l'ensemble du département, mais concentrent 61,8 % de la surface agricole.
Le riz est la principale culture transitoire du département avec 18,5 % de la surface agricole des cultures transitoires (12 942 ha), suivi par le maïs jaune sec avec 12 508 ha (17,9 %).

Le café concentre 66,4 % de la surface agricole des cultures permanentes (19 819 ha), suivi par la fève de cacao avec 3 121 ha (10,5 %).

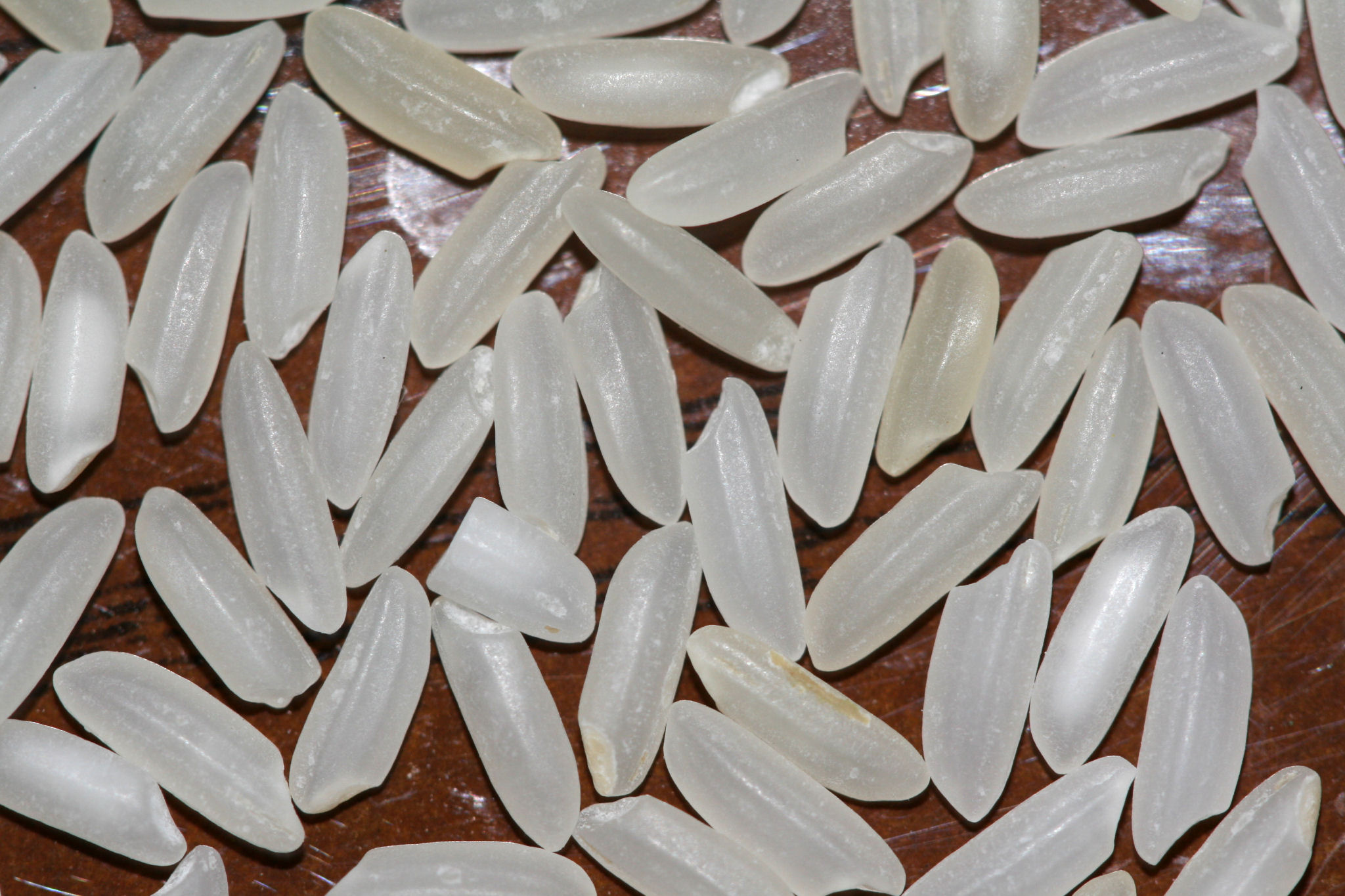
Le riz est la culture la plus importante de la région.

### Cheptel par espèce
| Espèces élevées             | Unité agricole | Quantitécattle |
| --------------------------- | -------------- | -------------- |
| Bovins                      | 21 857         | 139 267        |
| Ovins                       | 5 476          | 27 180         |
| Porcins                     | 14 573         | 34 421         |
| Camélidés d'Amérique du Sud | 29             | 282            |

L'élevage bovin est le plus important du département, avec 21 857 exploitations et 139 267 têtes de bétail, suivi par celui des porcs avec 34 421 têtes réparties dans 14 573 unités agricoles.

## Transports
Sous la république, cette région fut isolée du reste du pays, jusqu'à l'arrivée du réseau routier, qui lui permit de se connecter avec la route panaméricaine.
Aujourd'hui le transport routier prédomine sur un réseau de routes bitumées ou de pistes carrossables.
Parmi les ports fluviaux, on distingue Choros (province d'Utcubamba) et Galilea (province de Condorcanqui).

## Culture et tourisme
Les visiteurs fréquentent pour la plupart le site archéologique de Kuelap, chargé d'histoire.

### Patrimoine naturel
C'est la richesse du patrimoine naturel qui fait la réputation du département.

#### Les lacs
- Lac des Condors : Il est situé dans le district de Leimebamba, province de Chachapoyas, à 93 km au sud de la ville de Chachapoyas. C'est une zone importante pour la conservation des oiseaux[15] et un site archéologique.
- Laguna El Porvenir : Dans le district d'Aramango, province de Bagua. La superficie du lac est de 150 ha et sa profondeur maximum est de 80 m. Il est propice à la baignade et à la navigation de plaisance, et n'est qu'à 2 heures de Bagua.
- Laguna de Pomacocha : Dans le district de Florida, province de Bongara, ce lac est situé à 2 150 m d'altitude. Profond de 80 m par endroits, ce lac de 300 ha est l'un des plus grands et plus beaux du pays. Son eau vert émeraude, sa faune et sa flore endémiques en font une des curiosités naturelles de cette région. Il est à seulement 2 heures de Bagua, et il est propice à la baignade, à la pêche et à la navigation de plaisance.
- Paraíso de las Orquídeas : Le paradis des orchidées, à 40 km du lac de Pomacocha dans la province de Bongará. On y trouve 2 500 variétés de cette plante.
- Shipasbamba : Dans le district de Shipasbamba, province de Bongara) à 2 285 m d'altitude se trouvent des complexes touristiques autour du lac de Tabla Rumi, ainsi que des eaux thermo médicinales.

#### Les gorges
- Pongo de Manseriche : Longue de 4,8 km et large de 45 m, le Pongo de Manseriche se trouve dans le district de Rio Santiago, province de Condorcanqui. Elle concentre les eaux jusqu'à provoquer un rugissement qui s'étend sur plusieurs kilomètres alentour.
- Pongo de Rentema : C'est l'entrée de la rivière Marañón dans la chaîne de montagnes centrale (district de La Peca, province de Bagua), située à seulement 14 km de la ville de Bagua et à 400 m d'altitude.
- Canyon El Arenal : Creusé dans la chaîne de montagnes par le ruisseau La Peca, district de La Peca, province de Bagua.

Sites du patrimoine naturel en Amazonas.
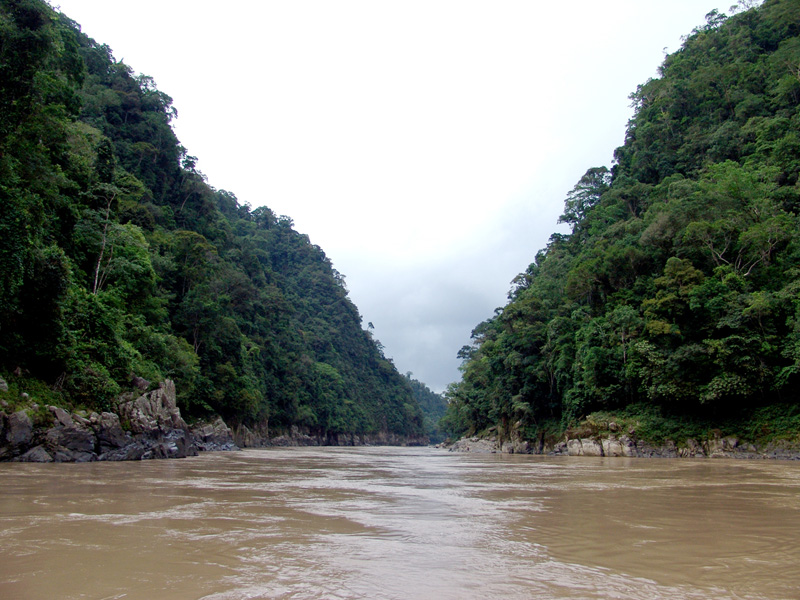
Le Pongo de Manseriche sur le cours du Rio Marañón.
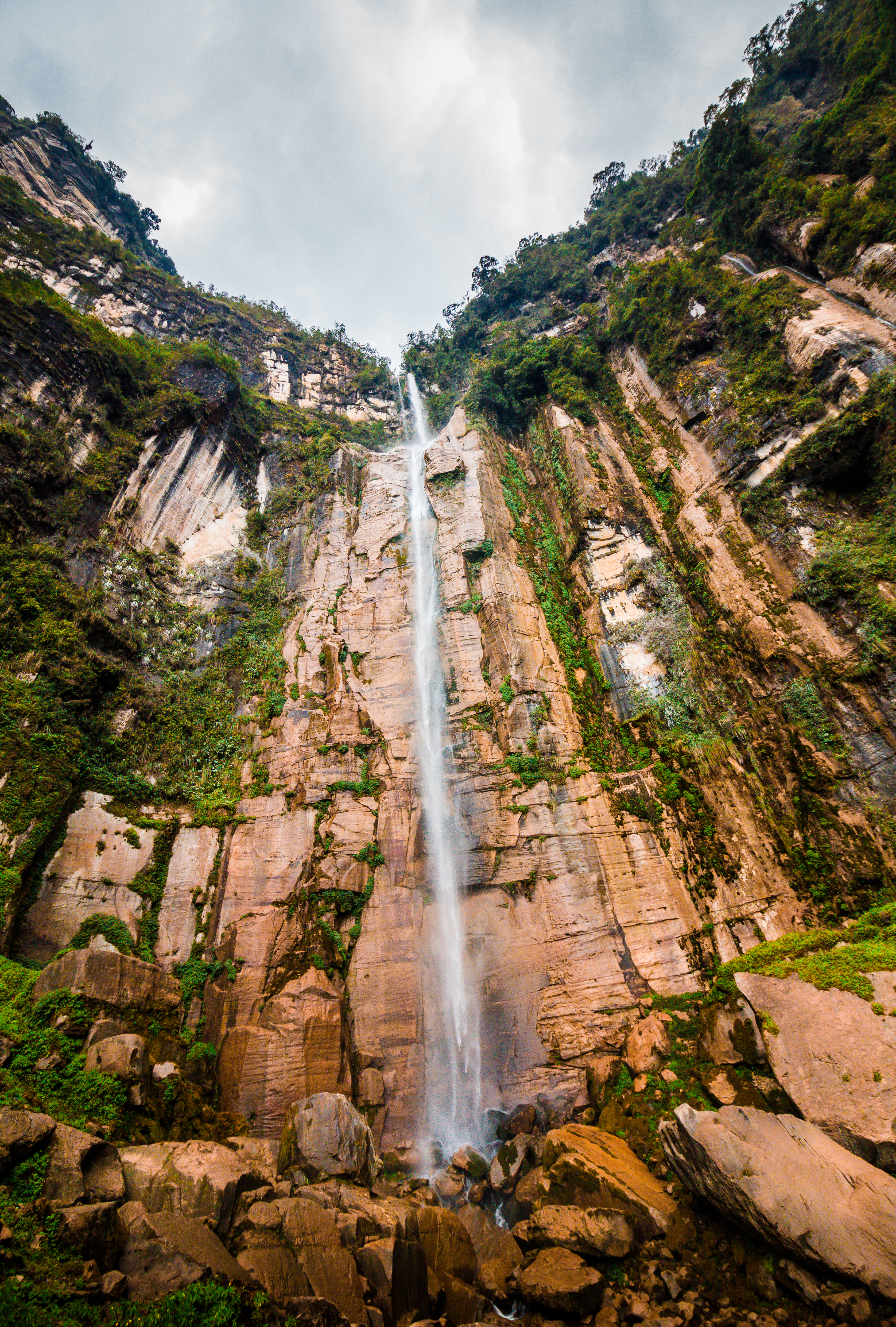
La cascade de Yumbilla.
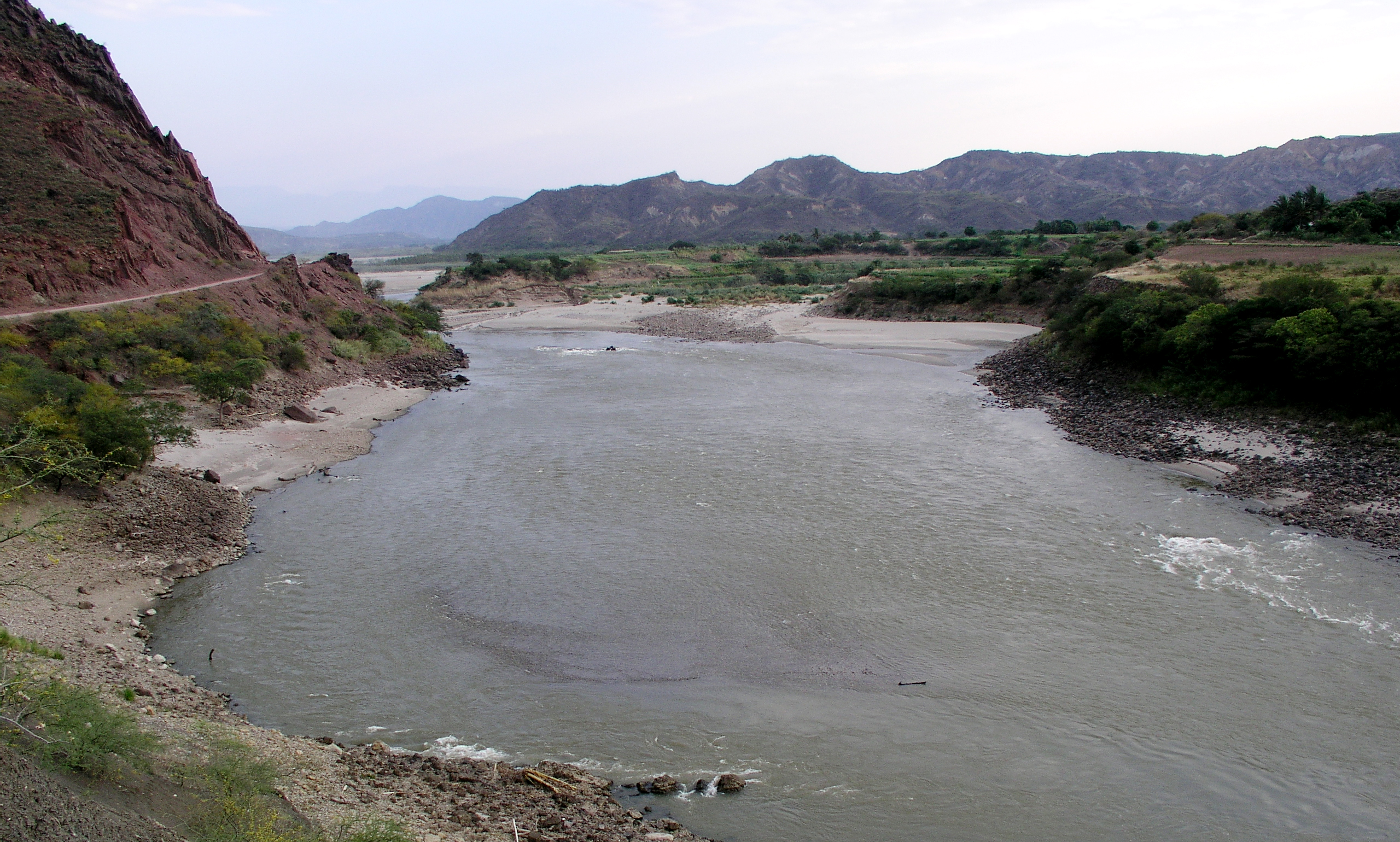
Le Marañon à l'entrée du Pongo de Rentema.
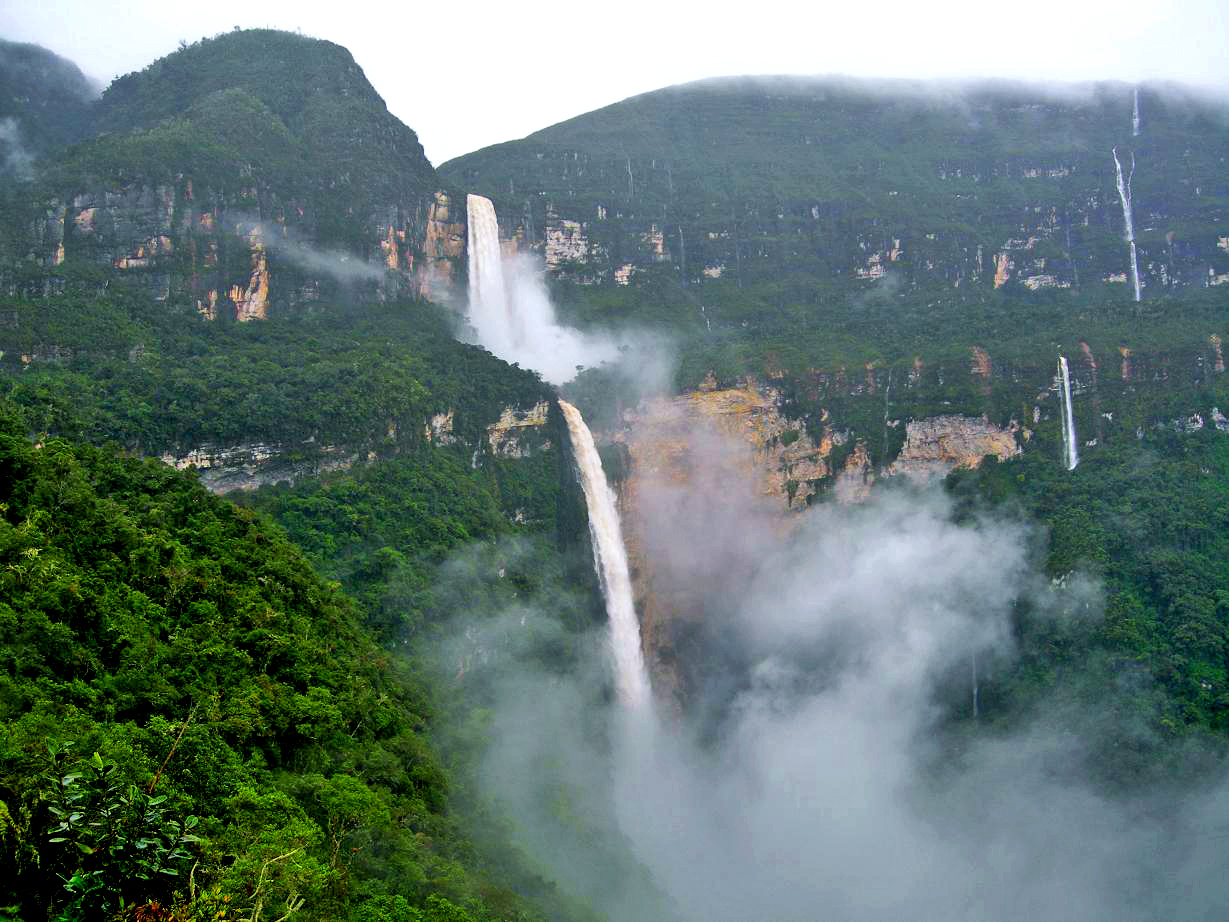
Cascade de Gocta dans le district de Valera.

#### Les cascades
- Chute Yumbilla : Dans le district de Cuispes, province de Bongara, avec ses 896 m de haut, c'est la 2e plus haute cascade du Pérou et l'une des plus hautes du monde. Elle est située à 25 minutes de Pedro Ruiz Gallo et à un peu plus d'1 heure de la ville de Chachapoyas.
- Sur la même montagne et accompagnant l'imposante catarata de Yumbilla, il y a deux autres énormes cascades : Chinata (560 m) et Pabellón (400 m), toutes deux dans une jungle, dans laquelle on trouve entre autres : le coq-de-roche péruvien, l'ours à lunettes, le lagotriche à queue jaune, le paresseux et la loddigésie admirable.
- Cascade de Gocta : Découverte dans le district de Valera, province de Bongara en 2006 par des chercheurs allemands, c'est la 3e plus haute cascade du pays avec ses 771 m de haut.
- Cascade de Chigliga : Dans le district de Shipasbamba, province de Bongara se trouve un ensemble de 7 cascades d'une hauteur moyenne 75 m. Environné d'une grande diversité de flore et de faune.
- Cascade de Numparket : Cette chute d'eau du district d'Aramango, province de Bagua mesure de 90 m de hauteur, ses eaux constituent la rivière Aramango.

#### Les grottes
- Grottes de Cambiopitec : Dans le district de Copallin, province de Bagua, elles ont été occupées par l'homme à l'époque Formative (1800 av. J.-C. à 200 av. J.-C.). Pour y arriver, il faut 2 h 30 à pied ou vingt minutes en voiture depuis la ville de Copallín. Des escaliers ont été construits pour l'accès final.
- Grotte de Churuyacu : Située à 1 h du le district de La Peca, province de Bagua, parmi les plantations de café. Son entrée est accidentée, mais l'intérieur de cette caverna alterne les passages larges et étroits. Elle présente un grand nombre de stalactites et de stalagmites.

### Patrimoine culturel et archéologique

#### Archéologie
Le territoire actuel du département est une partie de celui, d'une superficie de 65 000 km2, qu'occupaient les Chachapoyas, un peuple andin dont le nom signifie « guerriers des nuages ». Connus pour leur peau blanche et leur grande taille, ils vécurent dans la région du IXe au XVe siècle.
- Kuélap : Vestiges archéologiques bien conservés de la culture Chachapoyas au-dessus de la vallée de la rivière Utcubamba, l'endroit le plus intéressant du département d'Amazonas. Situé à 3 072 m d'altitude, au sud-ouest de Chachapoyas, au fond d'un ravin taillé en pointe sur deux versants. Le volume de pierres employé est estimé à trois fois le volume de la pyramide de Khéops (Égypte). Le site a été abandonné avant la conquête espagnole et était habitée par environ 2000 personnes. L'accès à Kuélap se fait par El Tingo, une ville située à environ 1 800 m d'altitude, près de la rive de l'Utcubamba, par un chemin de terre, qui ajoute 37 km au trajet, et qui est encore praticable. Un sentier équestre serpente également le long de la rive gauche de la rivière et mène éventuellement jusqu'à Marcapampa, un petit haut plateau près du site. Ces deux voies étant très difficiles, l'accès a été facilité ces dernières années grâce à l'achèvement d'un téléphérique qui mène le visiteur à moins de 2 km de la forteresse.

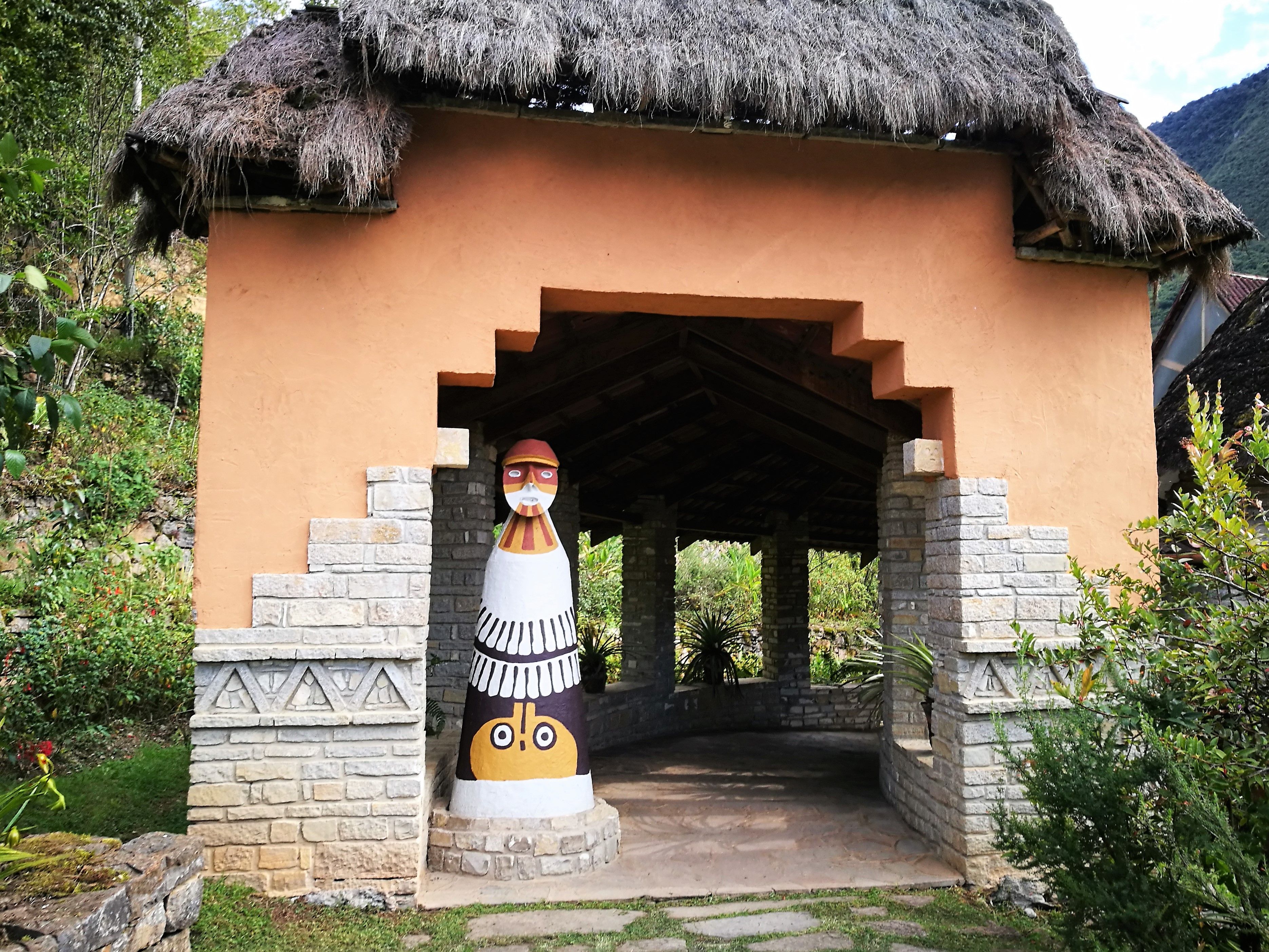
Entrée du musée de Leimebamba.

- Sarcophages de Carajía (ou Karajia) : Ce sont des sarcophages en adobe et en bois de 2,5 m de haut appartenant à la culture Chachapoyas, insérés dans un surplomb du ravin de Solmal à 2 072 m d'altitude dans la province de Luya.
- Revash : Mausolées appartenant à la culture Chachapoyas, à 20 min de Hierba Buena[16]. Situé à 2 800 mètres d'altitude, à flanc d'une falaise calcaire du Cerro Carbón, dans la vallée du río Utcubamba, district de Santo Tomás, province de Luya.
- Musée de Leimebamba : Le petit musée situé à 2 400 m d'altitude au-dessus de la petite ville de Leimebamba capitale du district éponyme, inauguré en 2000, abrite 219 momies et fardeaux funéraires trouvés dans les mausolées de la Laguna de los Cóndores.
- Site archéologique de Llactán ou Anguyo Alto : Il est situé à deux heures de la ville d'Arrayán, district de La Peca, province de Bagua. Llactán (es) présente les ruines d'une série de bâtiments sur les contreforts de la chaîne de montagnes centrale des Andes. Les structures sont de forme semi-circulaire et ont peut-être servi de lieu de surveillance, car du site, on peut voir toute la vallée de la basse Utcubamba, du Marañón et Chinchip.
- Site archéologique de Kakachaken : Situé dans le district de Quinjalca, sur les rives de la rivière Imaza, à côté du district d'Olleros, il est situé dans un magnifique ravin entre arbres et rochers, où ont été trouvés un certain nombre de restes humains des anciens Quinjalcas[17].
- La vallée d'Utcubamba : Nombreux vestiges d'énormes murailles en pierre du XIIIe siècle.

Vestiges des civilisations Chachapoyas et Huari en Amazonas.
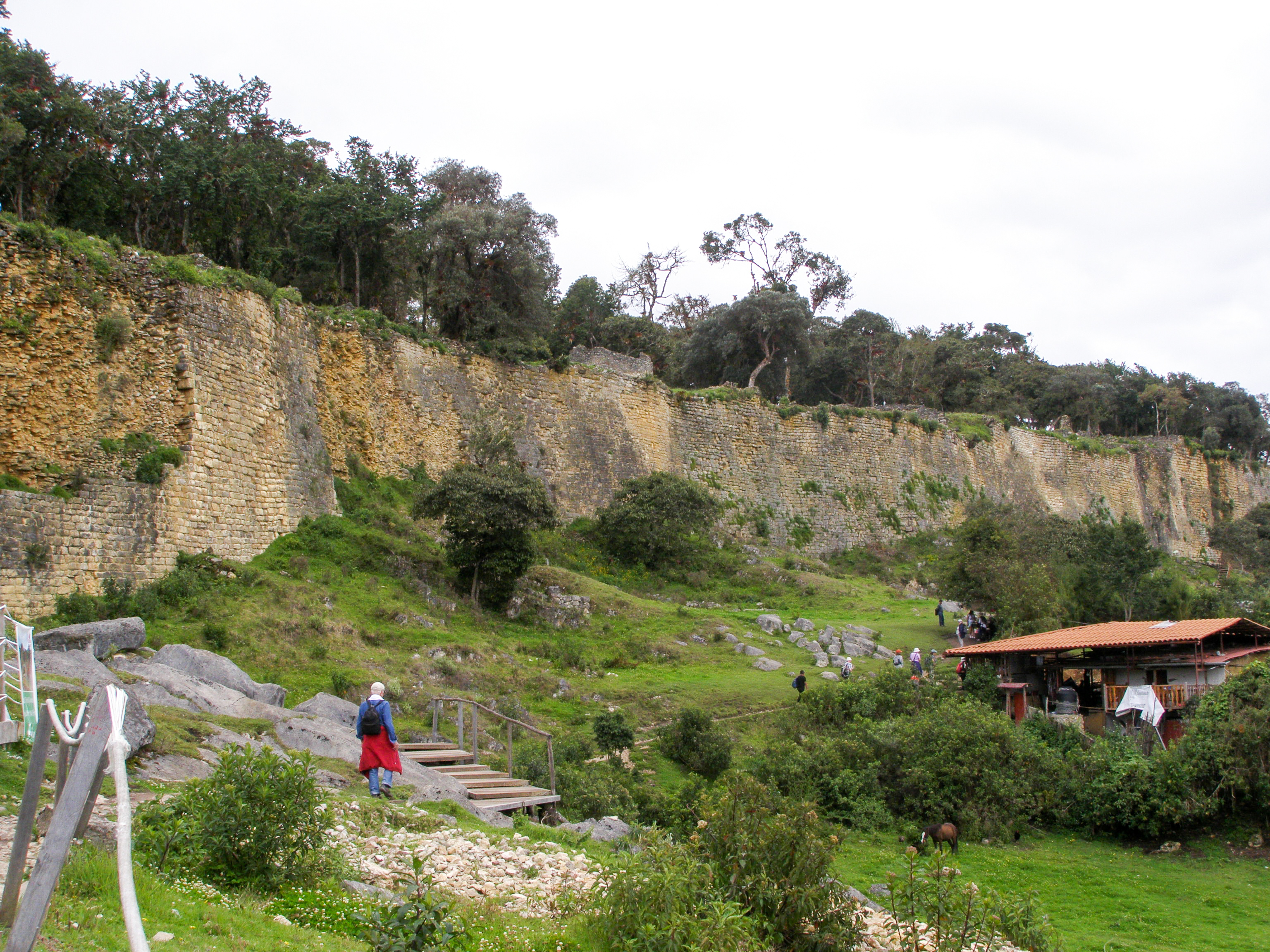
Village fortifié de Kuélap.
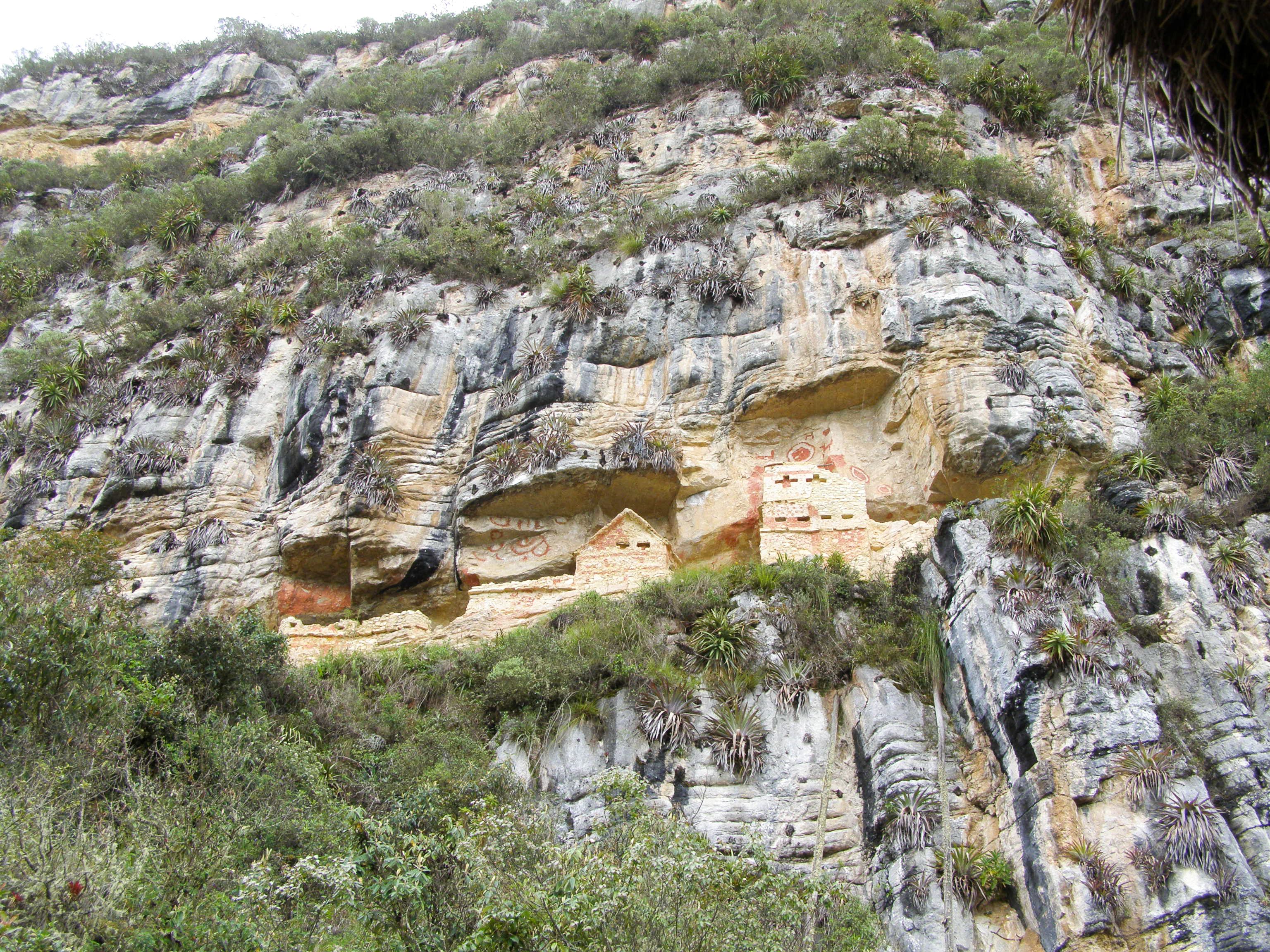
Site funéraire de Revash.
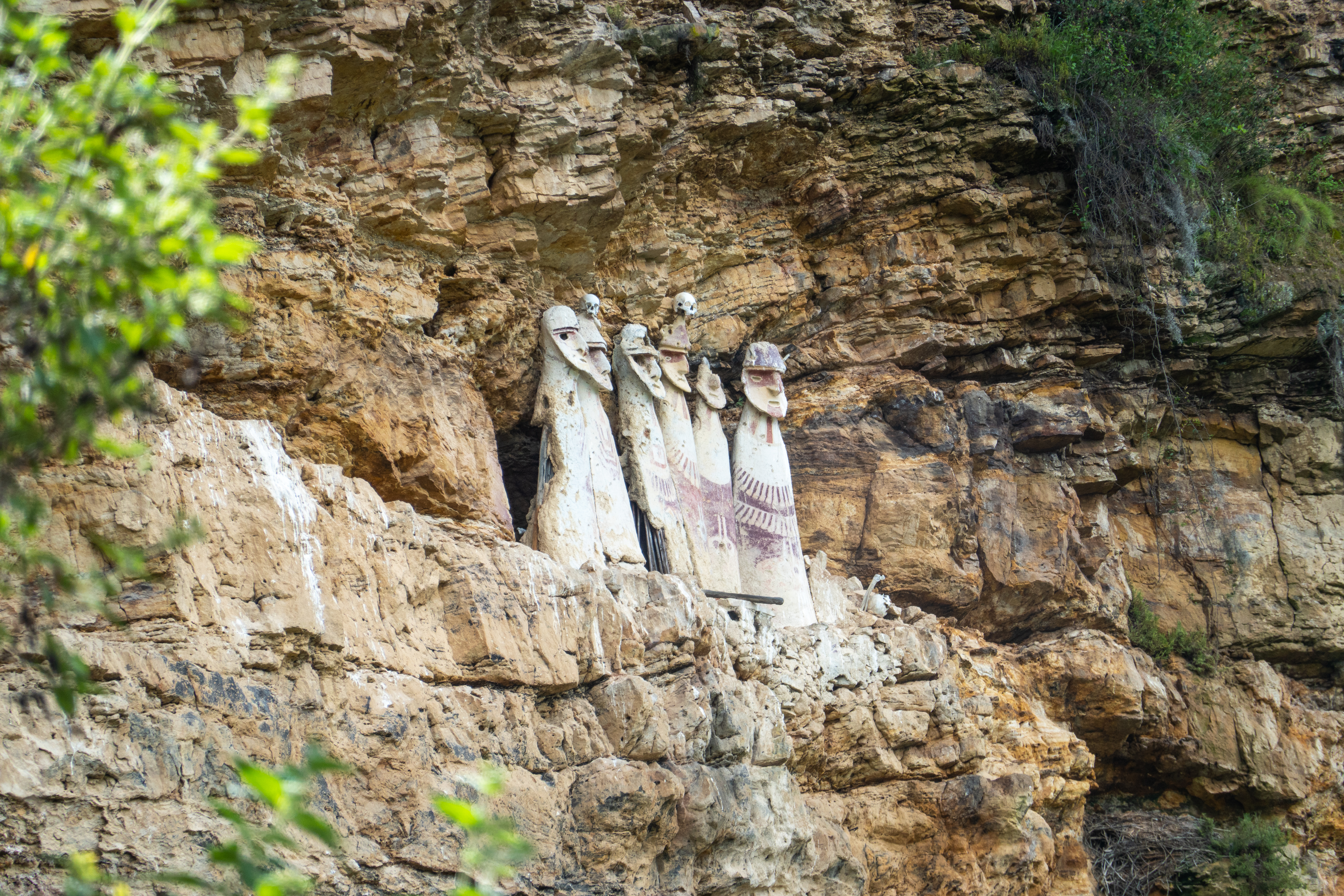
Sarcophage de Carajia.
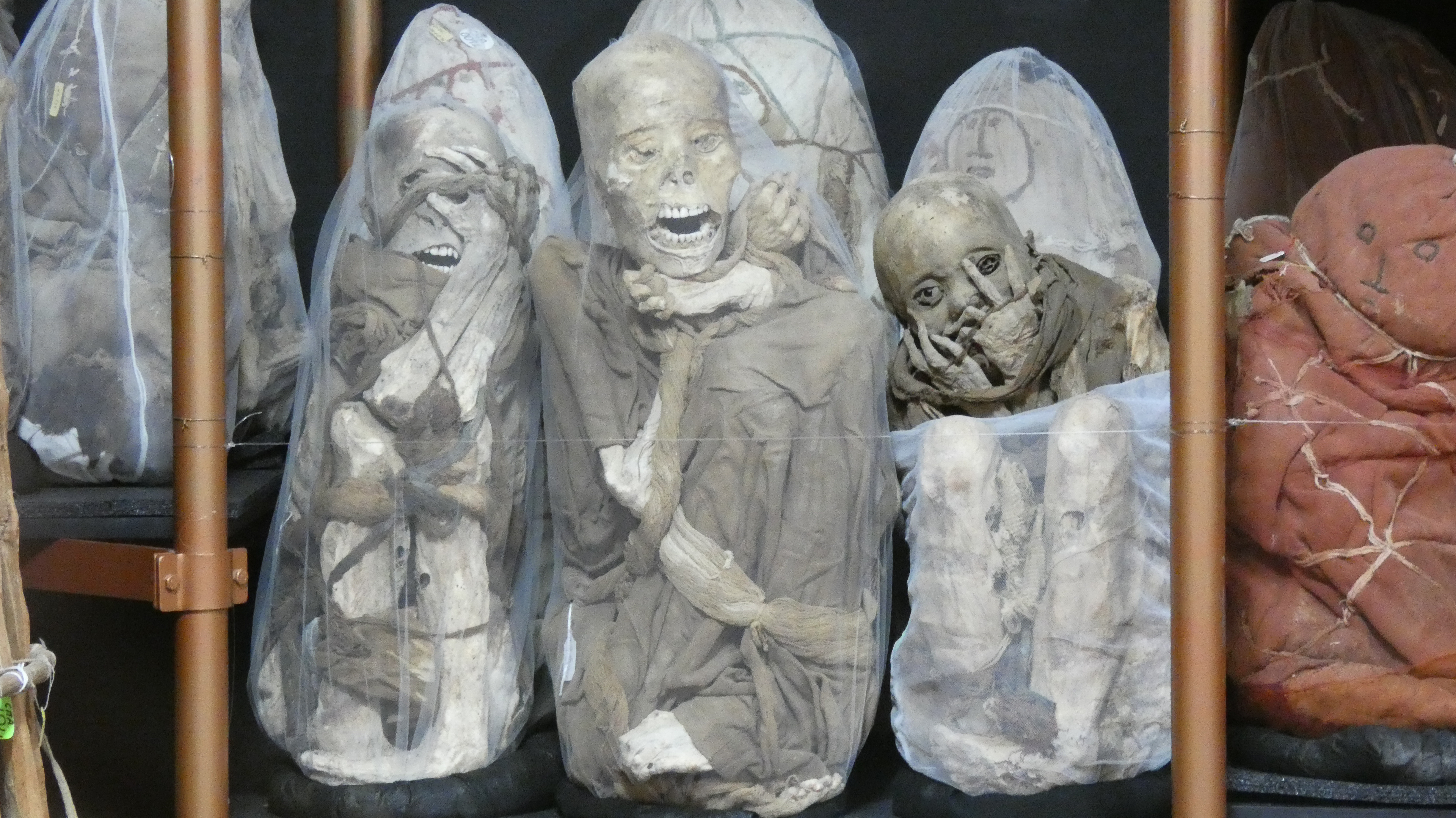
Momies du musée de Leimebamba.

#### Monuments historiques
Les biens suivants sont considérés comme des monuments historiques du Pérou.
- San Carlos (province de Bongará) : église de San Carlos.
- À Chachapoyas (province de Chachapoyas) : centre historique de la ville, église de Santa Ana de Chachapoyas, maison de Don Toribio Rodríguez de Mendoza, pampa de Higos Urco.
- À La Jalca (province de Chachapoyas) : Plaza Mayor et bâtiments environnants, église et atrium de La Jalca.
- À Levanto (province de Chachapoyas) : place principale, église et chapelle Poza de Levanto, maison du cacique.

#### Groupes ethniques

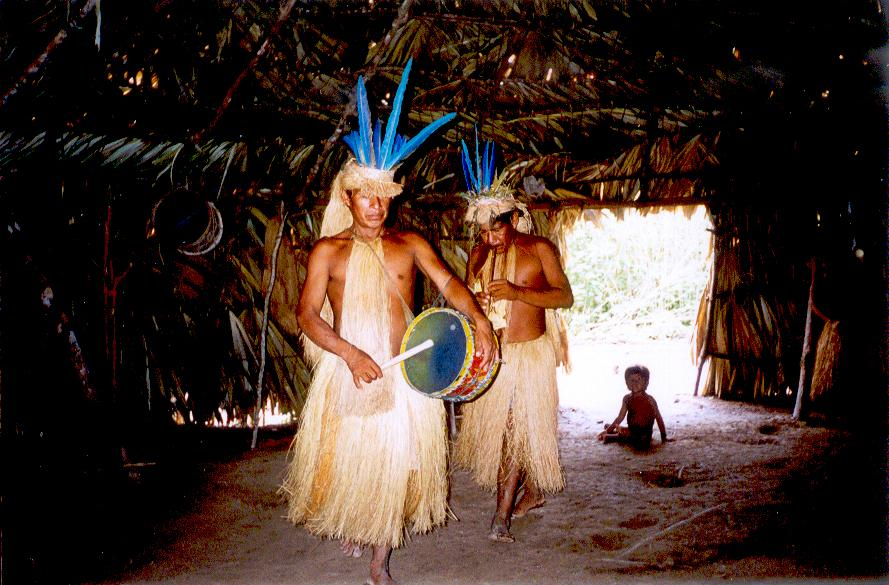
Indiens Aguarunas.

Des communautés autochtones habitent les districts de jungle de Bagua, Aramango et Imaza dans les provinces de Bagua et de Condorcanqui. Ils ont leur propre langue et un savoir-faire unique. Les représentants de ces groupes humains sont les Aguarunas et les Huambisas

#### Plats typiques
Purtumute : mélange de différents types de frijoles (haricots) avec du maïs, accompagné d'une sauce à base de coriandre frais.
Ainsi que, tamalitos, cazuela, carne arrollada (roulé de bœuf), humitas de choclo (tamale sucré à base de maïs), chipasmute (variante du purtumute), plátanos rellenos (bananes farcies) et bien d'autres.

#### Danses et festivités
La région n'est pas aussi riche que celle de Cuzco ou de Puno. La danse régionale est la « Chumachaida ». Si la musique est indienne, la chorégraphie est française, la « danse des lanciers ». En effet, elle fut introduite par un évêque français, Emile Lisson, qui influença fortement la région.
Certaines des danses les plus représentatives de la région amazonienne sont : La Chumaichada, Huanca (danse), Los Danzantes de Levanto, le Carnaval Chachapoyano, El Brazo.

#### Folklore et légendes
Le folklore d'Amazonas n'est pas aussi varié que dans d'autres départements du Pérou. Sa richesse vient surtout de la profusion de danses, de chants et de vêtements qui empruntés aux autres départements, comme ceux de Puno ou de Cuzco.
Comme la plus grande partie de la population du département d'Amazonas est indigène et métisse, le folklore se nourrit plutôt de légendes, d'histoires et de contes dans lesquels le mystère et l'inexplicable sont toujours présents. Villes, lagunes, collines, images, ont toujours une origine qui contrevient invariablement aux règles de la logique ou de la biologie.
Par exemple, si vous interrogez les gens sur le lac Cochaconga (province de Chachapoyas, district de Molinopampa), ils vous diront qu'il est enchanté, qu'il a la « forme d'un cou » et qu'au moindre bruit provoqué par un animal ou le cri d'une personne, il y aura un énorme orage dans lequel apparaîtra un énorme monstre en forme de vache. Ce monstre va devenir fou avec les étrangers. C'est pourquoi, quiconque passe par ce lieu reculé, le fait avec le maximum de précautions pour ne pas altérer le silence local.
Offrir un logement aux voyageurs est une norme élémentaire de bonne conduite avec les gens. Ne pas respecter ce principe d'hospitalité peut attirer un mal terrible sur l'égoïste. Une preuve irréfutable est le marais de Mono Muerto (marais du singe mort), dans le district de Huambo (province de Rodríguez de Mendoza) où un homme très riche qui vivait dans une belle maison sur un grand domaine près d'un étang. Un jour il refusa d'accueillir un voyageur et alors tous ses biens ont disparu et ses terres sont devenues un marais puant.
Des pouvoirs mystérieux sont également assumés aux quatre lacs de Pukyu, dans lesquelles se trouvent des monstres qui influencent les récoltes, ainsi qu'au lac Santa Barbara qui disparaît à la vue des promeneurs et où débutera la fin du monde lors du débordement de ses eaux.
À côté de la ville de Chachapoyas, une colline appelée Piscohuañuna (ce qui signifie « là où meurt l'oiseau »), car la montagne tuerait tous les oiseaux qui s'en approchent.
On attribue aussi des influences pernicieuses à certains animaux comme le mochuelo - l'inoffensive Chevêche des terriers - qui « gèle l'âme » ou le grillon, qui lorsqu'il chante dans certaines circonstances est un mauvais présage.
Les gens ont un grand respect pour les vestiges antiques. Ils croient fermement qu'il y aura des punitions terrifiantes pour ceux qui violent les tombes des ancêtres, les « agüelos » (momies).

#### Fêtes religieuses
La religiosité est une note remarquable pour la plupart des populations et elles le démontrent par l'enthousiasme et la dévotion qu'elles mettent dans ces célébrations. Mais, fidèles à leur tradition, leurs croyances religieuses se mêlent à des apparitions fantastiques où il est presque toujours question d'une grotte dans ces récits.
Il y a trois vierges célèbres (bien entendu trouvées dans une grotte) :
- Virgen de Belén (Vierge de Bethléem) à Chachapoyas.
- Vierge de Sonche (district de Sonche)
- Virgen de Levanto (district de Levanto)

L'image vénérée de Santa Lucía (Sainte Lucie), El Cristo de Bagazán (Christ de Bagazán), vénéré dans la Rioja, sont également associés à une caverne. Lors des longues périodes de sécheresse, El Cristo de la Contradicción (le Christ de la contradiction) disparaît de la chapelle du cimetière de Chachapoyas où il retourne quand il commence à pleuvoir, ce qui est alors propice à de grandes célébrations.
Corpus Christi, Semaine Sainte, l'Assomption, Dia de los Difuntos (Jour de la mort), et Noël sont des dates classiques dans le calendrier de ce département. Aux jours de Noël, des groupes de petits bergers (Los pastorcillos de Navidad) se promènent dans les rues en chantant et en dansant devant les crèches. Avec le même faste, les fêtes patronales sont célébrées dans toutes les villes.
- Fête patronale de Santiago Apóstol province d'Utcubamba (du 23 juillet au 31 juillet)
- Carnavals en Amazonas dans la province de Chachapoyas (24 mars)
- Semaine touristique de Los Chachapoyas dans la province de Chachapoyas (1er juin)
- Fête patronale de la Virgen Asunta, dans le district de Chachapoyas (1er août)
- Fête patronale du Seigneur de Gualamita, province de Luya dans le district de Lamúd (1er septembre)
- Fête patronale de San Nicolás, province de Rodríguez De Mendoza dans le district de San Nicolás (7 septembre)
- Fête patronale de la Virgen de Sonche
- Fête patronale de la Virgen de Levanto

#### Éducation
La région amazonienne compte au total 1 530 écoles publiques et privées : 285 pour l'enseignement initial, 1 082 pour l'enseignement primaire et 425 pour l'enseignement secondaire.
Le département est le siège de l'Université nationale Toribio Rodríguez de Mendoza de Amazonas.

#### Institutions liées à la région amazonienne
Plusieurs institutions sont liées à la région amazonienne du Pérou et contribuent à son développement économique et social et à sa préservation. Il s'agit notamment des éléments suivants :
- Asociación Interétnica de Desarrollo de la Selva (AIDESEP) – Association interethnique pour le développement de la forêt tropicale.
- Centro Amazónico de Antropología y Aplicación Práctica (CAAAP) – Centre amazonien d'anthropologie et d'application pratique.
- Instituto Lingüístico de Verano – Institut d'été linguistique.

## Personnages célèbres
- Blas Valera (1545-1597), né à Levanto, historien jésuite, il faisait autorité dans le domaine des langues natives du Pérou.
- Toribio Rodríguez de Mendoza (en)(1750-1825) né à Chachapoyas, prêtre et professeur. C'est l'un des précurseurs de l'indépendance du pays.
- Manuel Antonio Mesones Muro (es)(1862-1930), explorateur des Andes et de l'Amazonie.
- José del Carmen Marín (es)(1899-1980), éminent militaire et éducateur, diplômé de l'École de guerre de Paris.